# Hochwasser in West- und Mitteleuropa 2021

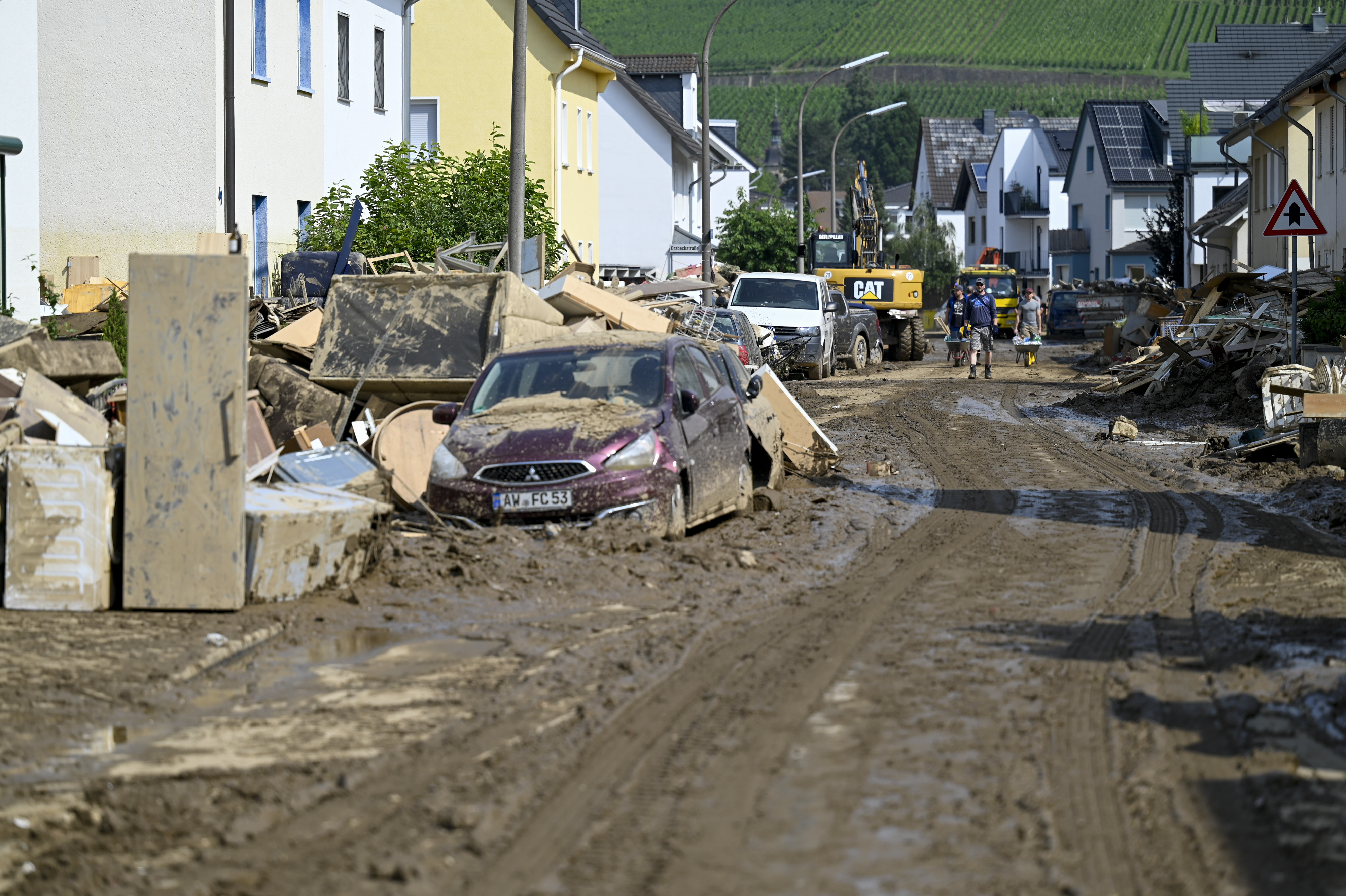
Flutschäden in Ahrweiler

Das Hochwasser in West- und Mitteleuropa 2021 bzw. die Flutkatastrophe 2021 war eine Naturkatastrophe mit schweren Sturzfluten beziehungsweise Überschwemmungen in mehreren Flussgebieten in Mitteleuropa im Sommer 2021. Besonders betroffen waren Teile Belgiens, Luxemburgs, der Niederlande, Österreichs, der Schweiz, Deutschlands und weiterer angrenzender Länder. Die schwersten Hochwasser wurden durch das Tiefdruckgebiet Bernd verursacht.
Seit Anfang Juli 2021 gelangten von Frankreich und über das Piemont warme stürmische Winde und danach mit dem Höhentief von Norden her eine kühle Windströmung nach Mitteleuropa. Daraus entstand ein großes, wegen einer Trogwetterlage relativ ortsfestes Tiefdruckgebiet. Eine sehr große Menge Niederschlag fiel auf die Regionen Ostbelgien, Nordrhein-Westfalen und Rheinland-Pfalz und danach auf den Raum Jura-Zentralalpen und später in Gebieten der Ostalpen und des Balkans. Dauerregen, schwere Gewitter und starke Hagelschläge trafen die französischen Regionen Grand Est und Auvergne-Rhône-Alpes, die Nordwestschweiz, das Tessin, Bayern und Sachsen sowie weitere Gebiete. Vielerorts kam es zu Überschwemmungen an Flüssen, Bächen und Seen, es entstanden sehr hohe Sachschäden und es waren viele Todesopfer zu beklagen. Die Pegelstände einiger Gewässer erreichten ähnliche Hochstände wie beim Alpenhochwasser 2005 und dem Hochwasser in der Schweiz 2007 oder überschritten diese. Nach etwa einer Woche lag das Tiefdruckgebiet über den Ostalpen, wo es sich langsam auffüllte und dabei noch zu schweren Überschwemmungen in Bayern und Österreich führte.
Das Hochwassergeschehen nahm in den verschiedenen betroffenen Regionen einen unterschiedlichen Verlauf. Während die starken Niederschläge in einigen Bergregionen rasch zu einem enormen Anschwellen der Flüsse führten und eine schnell steigende, jedoch nur kurze Zeit dauernde Überflutung am Unterlauf bewirkten, sammelte sich das Wasser andernorts wie etwa bei den Alpenrandseen in der Schweiz und in flachen Gebieten am Unterlauf der großen Flüsse wie der Maas langsam und stetig und erreichte erst nach Tagen die höchsten Pegelstände. Die Flutwellen in einigen Tallandschaften klangen teils nach wenigen Stunden wieder ab, während die Überflutung anderswo noch wochenlang andauerte. Die Flut wirkte sich besonders im Nordosten der Eifel verheerend aus, wo Ortschaften an der Ahr, am oberen Teil der Erft, an der Nette (Mittelrhein) und Nitzbach, an der Rur und an ihren Nebenflüssen Inde, Merzbach, Vichtbach und Wurm schwer getroffen wurden. Viele Häuser wurden unterspült, von den Fluten mitgerissen und beschädigt; Straßen, Bahnstrecken, Brücken und andere wichtige Infrastruktureinrichtungen wurden zerstört.
Bei der Flutkatastrophe starben über 220 Menschen, davon mindestens 188 in Deutschland (siehe Aufzählung im Artikelabschnitt zu Deutschland) und 41 in Belgien. Das Hochwasser ist gemessen an der Opferzahl die schwerste Naturkatastrophe in Deutschland seit der Sturmflut 1962.
In einigen betroffenen Staaten machten die riesigen Schäden enorme Hilfs- und Rettungsmaßnahmen nötig. Die Münchener Rück bezifferte den Schaden auf 46 Milliarden Euro, davon allein 33 Milliarden Euro in Deutschland. Damit handelt es sich nach Schadenssumme um die weltweit zweitteuerste Naturkatastrophe des Jahres 2021, nach dem Hurrikan Ida.

## Hintergründe

### Vorgeschichte
Während in den Jahren 2018 bis 2020 Hitze und Dürre herrschten (Dürre und Hitze in Europa 2018 und Hitzewellen in Europa 2019), gab es 2021 in einigen betroffenen Gebieten bereits Anfang des Jahres erste Hochwasser. In den Monaten Mai und Juni hatte zudem eine tiefdruckbestimmte Wetterlage am Alpennordrand wiederholt zu Dauerregen geführt. Mehrmals war es vor allem im Einzugsgebiet des Rheins zu schweren Wetterereignissen mit starken Gewittern und großen Hagelschlägen gekommen. Am 22. Juni hatte ein Murgang im Zentrum der Gemeinde Cressier im Kanton Neuenburg große Schäden angerichtet. Zu Beginn des Monats Juli bestand an einigen Gewässern in der Schweiz Hochwassergefahr.

### Wetterlage
Für die Unwetterlage über Belgien und Deutschland zwischen dem 12. und 19. Juli war das Tief Bernd Ausgangspunkt. Dieses sorgte zunächst in Großbritannien für Überschwemmungen, bevor es weiter über die Niederlande und Belgien nach Westdeutschland zog. Das Tief war westlich und östlich zwischen zwei Hochdruckgebieten eingefasst. Diese Kombination führte warme und feuchte Luft aus dem Mittelmeerraum nach Mitteleuropa, die zu großräumigen Niederschlägen führte. Hauptursache für die lokal großen Niederschlagsmengen war die langsame Fortbewegung des Tiefs. Dabei wurden warme und feuchte Luftmassen von Osten her mit milderer Luft im Westen durch das Tief zusammengeführt. So schob sich die warme, feuchtere Luft über die kühlere. Die enthaltene Feuchtigkeit der warmen Luftschicht regnete in der Folge ab. Durch das nachfolgende Hochdruckgebiet, das sich von den Britischen Inseln her nach Mitteleuropa verschob, wurden die Niederschläge in Richtung Süddeutschland und Österreich verlagert.
Am 24. Juli zogen Gewitter von Nord- nach Zentral-Belgien und verursachten dort weitere schwere Niederschläge.

### Einfluss der globalen Erwärmung
Der Eintritt des Hochwassers und die Intensität des Starkregens lässt sich maßgeblich als Folge der globalen Erwärmung einstufen. Zwar war in der betroffenen Region Westeuropas in der Vergangenheit etwa alle 400 Jahre von einem Niederschlag ähnlichen Ausmaßes auszugehen, dessen Eintrittswahrscheinlichkeit hat sich jedoch zuletzt signifikant erhöht. Zudem könnten ähnliche Starkregenfälle zukünftig auch bei niedrigeren Temperaturen auftreten als dies bisher der Fall war.
Extremwetterereignisse wie Hitzeextreme, Dürren, Extremniederschläge und starke Tropenstürme treten aufgrund der menschengemachten globalen Erwärmung global zunehmend häufiger auf. Eine Vielzahl von Klimaforschern und IPCC-Autoren wie Stefan Rahmstorf, Friederike Otto, Sonia Seneviratne, Reto Knutti und Ed Hawkins und Meteorologen wie Özden Terli, Karsten Schwanke und Andreas Friedrich nennen daher den Klimawandel als wesentlichen begünstigenden und verstärkenden Faktor für schwere Unwetter. Durch die bisher ungewohnte Intensivierung des Wasserkreislaufs werden derartige Ereignisse auch in Zukunft wahrscheinlicher, länger und extremer, ergänzte der Hydrologe Bruno Merz. Der Deutsche Wetterdienst veröffentlichte einen Bericht zum Wetterereignis, in welchem er gleichfalls eine klimatologische Einschätzung liefert.
Für die Entstehung von Hochwasser ist insbesondere von Bedeutung, dass wärmere Luft mehr Wasser aufnehmen kann (→ Luftfeuchtigkeit#Temperatur); dieses regnet früher oder später wieder ab. Laut Özden Terli schwäche die globale Erwärmung zudem zeitweise den Jetstream, was dazu führe, dass Wetterlagen wie Hochs oder Tiefs lange Zeit weitgehend am selben Ort verharren, anstatt weiterzuziehen. Dies verschärfe deren regionale Auswirkungen, beispielsweise Starkregenereignisse oder auch die Hitzewelle Ende Juni in Nordamerika. Laut einer 2021 in der Zeitschrift Geophysical Research Letters publizierten Studie sind Unwetter mit ernsten Folgen bei fortschreitendem Klimawandel aufgrund der langsamen Bewegung und hohen Sättigung der Tiefdruckgebiete in Europa um ein Mehrfaches häufiger zu erwarten. Hayley Fowler, Klimatologin an der Newcastle University, sagte: „Wir gehen davon aus, dass die polare Verstärkung der Grund für die langsame Bewegung und die lange Verweildauer der Unwetterlagen im Sommer und Herbst ist.“ Bereits in den späten 1980er Jahren prognostizierten erste damals noch recht einfache Klimamodelle bei voranschreitender globaler Erwärmung eine Zunahme von Starkniederschlägen bei gleichzeitiger Abnahme von leichten Niederschlagsereignissen. Laut Stefan Rahmstorf ist diese Entwicklung inzwischen auch in Messdaten erkennbar. Carl-Friedrich Schleussner, Forschungsgruppenleiter am Geographischen Institut der Humboldt-Universität zu Berlin, erklärte, im Jahr 2021 stelle „sich nicht mehr die Frage, ob der Klimawandel dazu beigetragen hat“. Es sei nur noch fraglich, „wie viel“ er beigetragen habe. Solche Zusammenhänge werden in der Zuordnungsforschung erforscht. Bezüglich der Frage, ob im Rahmen des Klimawandels eine Veränderung in der Verweildauer einzelner Wetterlagen festzustellen sei, verweist der Deutsche Wetterdienst darauf, dass Studien derzeit kein einheitliches Bild zeigen und die natürliche Variabilität in den kommenden Jahrzehnten das Signal überdecken wird. Gleiches gälte für Studien, die den Zusammenhang zwischen dem geringeren Temperaturgradienten zwischen hohen und mittleren Breiten, durch den verstärkten Temperaturanstieg in der Arktis, und der Persistenz des Jetstreams herstellten.
Im August 2021 veröffentlichte das Team um World Weather Attribution eine Zuordnungsstudie zu den Ereignissen zwischen dem 15. und 17. Juli. Auch diese stellten fest, dass es größere Unsicherheiten bezüglich des Einzelereignisses gibt. Daher analysierten sie, inwieweit der Klimawandel ein vergleichbares Ereignis in West-Europa wahrscheinlicher und stärker gemacht hat. Sie ermittelten für das Starkregenereignis in der Ahr- bzw. Erftregion sowie im belgischen Meuse unter der Annahme, dass das Klima bleibt wie jetzt, eine Wiederkehrzeit von 400 Jahren. Anhand von Klimasimulationen kamen sie zum Ergebnis, dass das eintägige Niederschlagsereignis verglichen mit einem nicht vom Menschen erwärmten 1,2 °C kühleren Planeten um 3 bis 19 % zugenommen und um Faktor 1,2 bis 9 wahrscheinlicher wurde. Ähnliches gälte für das zweitägige Niederschlagsereignis. Sie stellten auch fest, dass bei einer Erderwärmung von 2 Grad verglichen mit der vorindustriellen Zeit eine weitere Zunahme von 0,8 bis 6 % und eine weitere Erhöhung der Wahrscheinlichkeit um das 1,2 bis 1,4-fache zu erwarten sei.
Laut dem Jahresbericht 2021 des Erdbeobachtungsprogramms Copernicus war es in den Sommermonaten 2021 rund ein Grad Celsius wärmer als im Durchschnitt der Jahre 1991 bis 2020.

### Lokale Einflussfaktoren
Im stark betroffenen Ahrtal (Landkreis Ahrweiler) gab es bereits 1601, 1804 und 1910 schwere Überschwemmungen, teilweise mit höheren Hochwasserscheiteln. Als Reaktion auf die Flut von 1910 wurden in den 1920er Jahren in großem Umfang Hochwasserrückhaltebecken mit einem Fassungsvermögen von 11,5 Millionen Kubikmeter geplant, im Oberlauf der Ahr, am Trierbach, im Wirftbachtal und am Adenauer Bach. Aus Geldmangel wurden die Planungen nicht verwirklicht und stattdessen der Nürburgring gebaut. Verschärft wurde die Situation dadurch, dass in den 1970er Jahren bei der Flurbereinigung Bäche begradigt und in den Weinbergen Abflussrinnen geschaffen wurden, durch die Niederschläge an den Hängen senkrecht abgeführt werden, so dass sich der Pegelstand im Tal rasch erhöht. Hinzu kam, dass das typische Schiefergestein nahezu wasserundurchlässig ist und Starkregen daher einfach abfließt. Auch verlaufen die Seitenbäche sehr steil und verleihen dem Wasser eine hohe Geschwindigkeit, so dass sich der Pegelstand im Tal rasch erhöht.
Laut den Geographen Thomas Roggenkamp und Jürgen Herget basiert die Hochwassergefahrenkarte für das Ahrtal auf den seit 1947 erhobenen Messwerten. Obwohl die Unsicherheiten der Extremwertstatistik bei geringem Stichprobenumfang bekannt sind, wurden die schweren Hochwasserereignisse vergangener Jahrhunderte in der Beurteilung der Gefährdungsabschätzung nicht berücksichtigt. Nach ihrer Einschätzung handelt es sich bei dem Hochwasser vom Juli 2021 um eine Wiederholung des Hochwassers vom Juli 1804. Trotz vergleichbarer Abflussgrößen (Wassermengen in Kubikmeter pro Sekunde) erreichte das Hochwasser vom Juli 2021 größere Wasserstände als das von 1804. Der Grund ist, dass die heute dichtere Bebauung des Hochwasserbetts die durchströmte Fläche verkleinerte und die Wasserstände daher lokal überproportional anstiegen. Lokale Hochwasservorhersagen sind in Entwicklung.
Der Bund und das Land Rheinland-Pfalz hatten in den vergangenen Jahren Renaturierungsmaßnahmen im Ahrtal gefördert. Nach Einschätzung von Wolfgang Büchs waren dies sinnvolle Maßnahmen, jedoch seien Hochwasserrückhaltebecken und andere Regenrückhalteanlagen – auch in den Seitentälern – die einzig wirksamen Maßnahmen gegen Extremregenereignisse.
Karsten Schwanke beschreibt, wie die Regenmengen in der Eifel schwere Schäden anrichten konnten: Das Wasser sei durch das dortige Mittelgebirgsgelände kanalisiert worden und habe zu schnell steigenden Pegelständen der kleineren Bäche geführt, die wiederum zum Hochwasser beigetragen hätten. Ausgangslage seien gesättigte Böden aufgrund eines sehr nassen Frühjahrs gewesen und das Tief Bernd, dessen Wolkenmassen sich über den Mittelgebirgen in der Region ausregneten und zu „intensiven Regenfällen von 150 bis 200 Liter pro Quadratmeter binnen 48 Stunden“ führten. An mehreren Stationen, etwa in Rheinbach-Todenfeld oder in Köln-Stammheim, wurden sogar binnen 24 Stunden – zwischen 14. und 15. Juli 2021, jeweils 8 Uhr – mehr als 150 Millimeter/Liter pro m² Niederschlag gemessen, im Norden von Rheinland-Pfalz bis zu 148 Millimeter, je deutlich mehr als die durchschnittliche Regenmenge im gesamten Monat Juli. Die 154 Millimeter in Stammheim waren der höchste je binnen 24 Stunden in Köln gemessene Wert und übertrafen den bisherigen Spitzenwert der letzten 75 Jahre (95 Millimeter) bei Weitem. Zudem war es ein dahingehend ungewöhnliches Ereignis, dass auf einer so großen Fläche – vom Sauerland über das Bergische Land und Köln bis in die Eifel – mehr als 100 Millimeter Regen fielen, was in den vorhergehenden Jahrzehnten nie beobachtet wurde. Am stärksten betraf das Hochwasser das Rheingebiet. Nie zuvor gab es hier seit Beginn der Wetteraufzeichnungen so große Niederschlagsmengen. Auch in Belgien gab es mehrere Rekordmesswerte, angefangen von 190 bis 270 Liter pro Quadratmeter Niederschlag innerhalb von 48 Stunden.
Andere Faktoren, die zu einer Verschärfung der Situation während Starkniederschlägen beitragen können, sind Flächenversiegelung, Entwaldung, ausgetrocknete Böden sowie fehlende oder falsch dimensionierte Hochwasserschutzmaßnahmen, u. a. an bisher selten als Risiko in Erscheinung getretenen Mittelgebirgsbächen. Wie hoch die Pegelstände im Einzelnen waren, lässt sich teils nicht mehr nachvollziehen, da Messeinrichtungen aufgehört hatten Daten zu melden. Entweder waren diese nicht für die erreichten Pegelstände ausgelegt oder wurden vom Wasser zerstört.

## Betroffene Gebiete

### Belgien

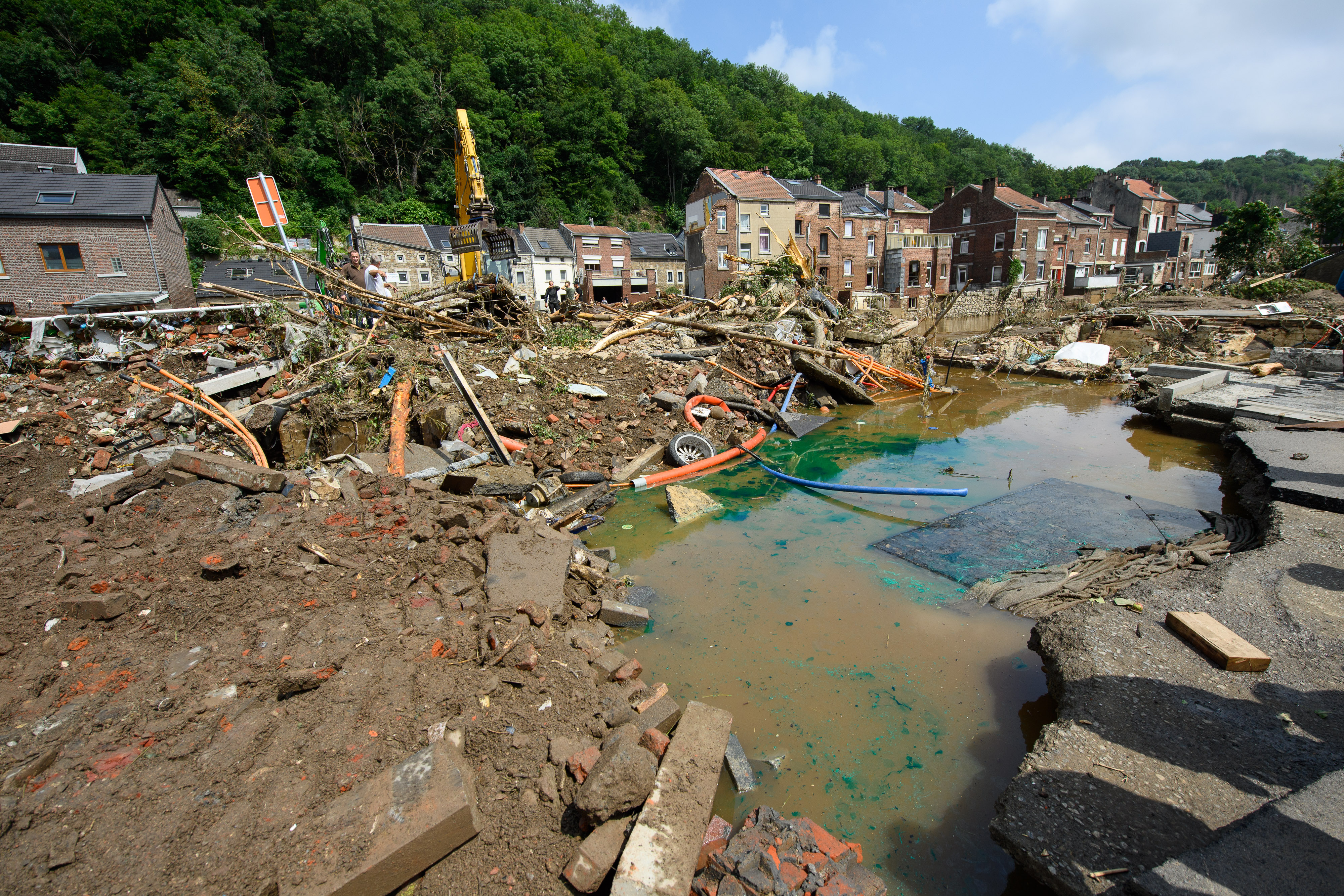
Schadensbild im belgischen Pepinster

In Belgien war hauptsächlich die Wallonische Region, der frankophone und der deutschsprachige Landesteil, betroffen (darunter Orte an der Maas und an ihren Nebenflüssen). Am 15. Juli gab der staatliche Infrastrukturbetreiber Infrabel die Einstellung des Eisenbahnverkehrs in der gesamten Region bekannt. Hochwassergefahr bestand in der gesamten Provinz Lüttich sowie in Teilen der Provinzen Luxemburg, Namur und Wallonisch-Brabant. In Lüttich maß das Königliche Meteorologische Institut (KMI) in der Gemeinde Jalhay 271,5 Millimeter (271,5 Liter pro Quadratmeter) Regen in 48 Stunden. In demselben Zeitraum fielen in der Gemeinde Spa 217,1 Millimeter (mm) und in Mont Rigi 192,4 mm Regen. Innenministerin Annelies Verlinden ließ das Katastrophenschutzverfahren der EU aktivieren. Das Nachbarland Frankreich verkündete die Entsendung von Helfern in die Provinz Lüttich. Im Gebiet der Deutschsprachigen Gemeinschaft trat die Our über die Ufer und überschwemmte das zu Burg-Reuland gehörende Dorf Ouren.
In Belgien starben insgesamt mindestens 41 Menschen. Zwei Personen galten Stand: 27. Juli 2021 noch als vermisst. Mehrere Häuser stürzten ein, allein in Pepinster – am Zusammenfluss von Weser und Hoëgne – waren es mindestens zwölf. Zeitweise waren ca. 20.000 Menschen ohne Strom, zudem kam es zur Verunreinigung von Trinkwasser. In Eupen wurde TNT-Sprengstoff angeschwemmt; vor dessen Entschärfung wurde ein Gebiet evakuiert. Um der großen Mengen von zerstörtem Hab und Gut Herr zu werden, diente die stillgelegte Autobahn 601 als Ablegeplatz. Nördlich von Lüttich wurden hier 10 Kilometer lang Trümmer und Sperrmüll aufgetürmt. Hier können zudem große Teile des Mülls recycelt werden.
Für den Bereich der flämischen Region wurden die Schäden auf insgesamt 90 bis 123 Millionen Euro geschätzt. Dagegen ergab die Schlussrechnung von Januar 2023 eine Schadenshöhe in der wallonischen Region von 1.993 Millionen Euro.
Am 24. Juli kam es in der Provinz Namur erneut zu schweren Unwettern. Diese zogen von Norden her von der Provinz Antwerpen und sorgten für starke Regenfälle und Überschwemmungen, vor allem in Dinant. Des Weiteren kam es in der Provinz Wallonisch-Brabant zu Erdrutschen.

### Deutschland
| Land                             | Gebiet                                     | Anzahl |
| -------------------------------- | ------------------------------------------ | ------ |
| Rheinland-Pfalz                  | Landkreis Ahrweiler                        | 135    |
| Rheinland-Pfalz                  | Eifelkreis Bitburg-Prüm                    | 001    |
| Nordrhein-Westfalen              | Kreis Euskirchen                           | 027    |
| Nordrhein-Westfalen              | Stadt Rheinbach (Rhein-Sieg-Kreis)         | 006    |
| Nordrhein-Westfalen              | Gemeinde Swisttal (Rhein-Sieg-Kreis)       | 003    |
| Nordrhein-Westfalen              | Stadt Geilenkirchen (Kreis Heinsberg)      | 002    |
| Nordrhein-Westfalen              | Stadt Köln                                 | 003    |
| Nordrhein-Westfalen              | Landeshauptstadt Düsseldorf                | 001    |
| Nordrhein-Westfalen              | Stadt Solingen                             | 001    |
| Nordrhein-Westfalen              | Stadt Kamen (Kreis Unna)                   | 001    |
| Nordrhein-Westfalen              | Stadt Werdohl (Märkischer Kreis)           | 001    |
| Nordrhein-Westfalen              | Stadt Altena (Märkischer Kreis)            | 001    |
| Nordrhein-Westfalen              | Tagebau Inden (Kreis Düren)                | 001    |
| Nordrhein-Westfalen              | Stadt Rösrath (Rheinisch-Bergischer Kreis) | 001    |
| Nordrhein-Westfalen              | o. A.                                      | 001    |
| Baden-Württemberg                | Landkreis Heilbronn                        | 001    |
| Bayern                           | Region Berchtesgadener Land                | 001    |
| Sachsen                          | Erzgebirgskreis                            | 001    |
| Insgesamt (Stand: 23. Juni 2023) | Insgesamt (Stand: 23. Juni 2023)           | 188    |

Mitte Juli 2021 verursachte das Tief Bernd zwischen dem 12. und 19. Juli in mehreren Regionen Deutschlands schwere Niederschläge. Binnen 24 Stunden, mit Schwerpunkt 14. Juli 2021, fielen mancherorts mehr als 150 mm, u. a. in Köln-Stammheim 154 mm. Der Deutsche Wetterdienst bezifferte die Wiederkehrzeit eines solchen Ereignisses auf mehr als 100 Jahre und möglicherweise 1000 Jahre. Diese Regenmassen verursachten starke Überschwemmungen. Besonders betroffen waren Nordrhein-Westfalen und Rheinland-Pfalz. Für die zwei Bundesländer löste Verteidigungsministerin Annegret Kramp-Karrenbauer am 16. Juli 2021 den militärischen Katastrophenalarm aus, um die Handlungsfähigkeit der Bundeswehr bezüglich der Katastrophenhilfe zu steigern.
Aufgrund der schweren Unwetter starben in den beiden Bundesländern mindestens 180 Menschen. Darunter waren auch fünf Feuerwehrleute im Einsatz. Bereits nach ersten Bestandsaufnahmen lag die Opferzahl weitaus höher als beim Jahrhunderthochwasser 2002, als in Deutschland 21 Menschen starben.
Weil das Hochwasser mehrere Umspannwerke erreichte, schalteten die Stromversorgungsunternehmen dort den Strom ab. 200.000 Menschen in Nordrhein-Westfalen und Rheinland-Pfalz waren von Stromausfall betroffen. Dies dauerte bei mehr als 100.000 Menschen noch mindestens bis zum Nachmittag des 16. Juli an. Auch Mobilfunknetze und die Trinkwasserversorgung waren in einigen betroffenen Gebieten zusammengebrochen. Zur notdürftigen Sicherstellung der zivilen Kommunikation über das Internet stellte Starlink (Satelliteninternet der Firma SpaceX, zu dieser Zeit in der Erprobungsphase) in Absprache mit Regierungsbehörden mehrere Antennenschüsseln in den betroffenen Regionen auf.
Schwere Schäden entstanden auch bei der Bahninfrastruktur: Besonders stark betroffen sind die Bahnstrecken in der Eifel, etwa die Verbindung Köln–Gerolstein–Trier und die Ahrtalbahn. Die Deutsche Bahn ging bei ersten Schätzungen von Schäden in Höhe von etwa 1,3 Milliarden Euro aus. Unter anderem wurden 180 Bahnübergänge, knapp 40 Stellwerke, über 1000 Oberleitungs- und Signalmasten und 600 Kilometer Gleise zerstört, zudem Anlagen zur Energieversorgung, Aufzüge und Beleuchtungsanlagen. Etwa 80 Prozent der betroffenen Technik soll gemäß Bahn bis Ende 2021 wieder funktionsfähig sein, in schwer betroffenen Regionen könne die Wiederinbetriebnahme Jahre dauern.
Da Heizöltanks und Leitungen von Ölheizungen beschädigt wurden und aus Autowracks Benzin und Diesel ausliefen, liefen Heizöl und Kraftstoffe in Gewässer. Zudem gelangten Chemikalien aus Industrie- und Gewerbegebieten in die Umwelt und bedrohten die Wasserqualität vor Ort und in weiter flussabwärts gelegenen Regionen. Die Wasserwerke Westfalen stellten in der Folge eines ihrer Werke ab. Ebenfalls fiel sehr viel mit Heizöl kontaminiertes Wasser an, das sich in Kellern und Tiefgaragen angesammelt hatte und dessen Entsorgung ein großes Problem darstellte, da es von Spezialfirmen abgepumpt und gereinigt werden muss. Durch zerstörte Gebäude, Behausungen und Fahrzeuge fielen zudem große Mengen Schrott, Sperrmüll usw. an. Bis Anfang November wurden allein im Kreis Ahrweiler mehr als 300.000 Tonnen Sperrmüll registriert, was der Müllmenge von 40 normalen Jahren entspricht.
In den Wochen nach der Zerstörung erkannten Amtsärzte Seuchengefahr für die betroffenen Gebiete aufgrund der fortschreitenden Verwesung von Leichen und Haus- und Wildtierkadavern sowie durch austretende Abwässer. Außerdem sei die medizinische Grundversorgung durch die Zerstörung der Infrastruktur, darunter Krankenhäuser und Arztpraxen, in den betroffenen Gebieten massiv bedroht. Dringend benötigte Medikamente fehlten der Bevölkerung.
Nach der Naturkatastrophe ereigneten sich Plünderungen in den betroffenen Gebieten, weswegen die Polizei auch in den zerstörten Gebieten im Einsatz war.
Am 28. August 2021, sechs Wochen nach der Flutkatastrophe, wurde mit einem Gottesdienst im Aachener Dom der Opfer gedacht. An der Trauerfeier nahm neben Bundeskanzlerin Angela Merkel die gesamte Staatsspitze und die Regierungschefs der beiden besonders betroffenen Bundesländer Rheinland-Pfalz (Ministerpräsidentin Malu Dreyer) und Nordrhein-Westfalen (Ministerpräsident Armin Laschet) sowie die Spitzen von Bundesrat (Reiner Haseloff), Bundestag (Wolfgang Schäuble) und Bundesverfassungsgericht (Stephan Harbarth) teil. Im Anschluss hielt Bundespräsident Frank-Walter Steinmeier eine Rede, in der er u. a. Entschlossenheit im Kampf gegen den Klimawandel anmahnte. Die Trauerfeier fand auf Einladung des Ratsvorsitzenden der Evangelischen Kirche in Deutschland (EKD), Landesbischof Heinrich Bedford-Strohm, sowie dem Vorsitzenden der katholischen Deutschen Bischofskonferenz, Georg Bätzing, sowie dem Vorsitzenden der Arbeitsgemeinschaft Christlicher Kirchen in Deutschland, Erzpriester Radu Constantin Miron, statt. Auch Vertreter des jüdischen und des muslimischen Glaubens nahmen neben weiteren christlichen Repräsentanten teil, während aus Luxemburg Kardinal Jean-Claude Hollerich angereist war.

#### Rheinland-Pfalz

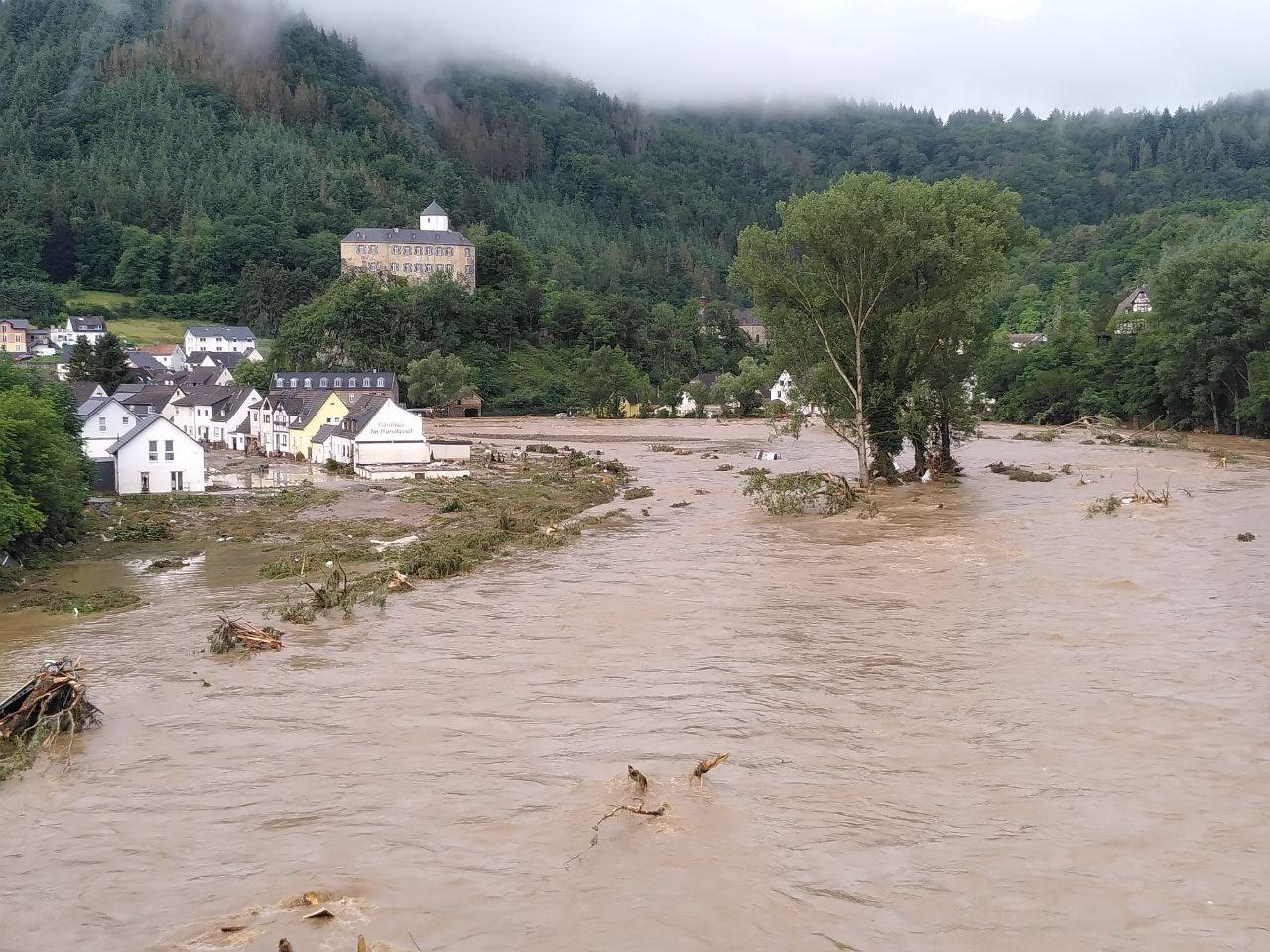
Hochwasser in Altenahr-Kreuzberg am 15. Juli 2021

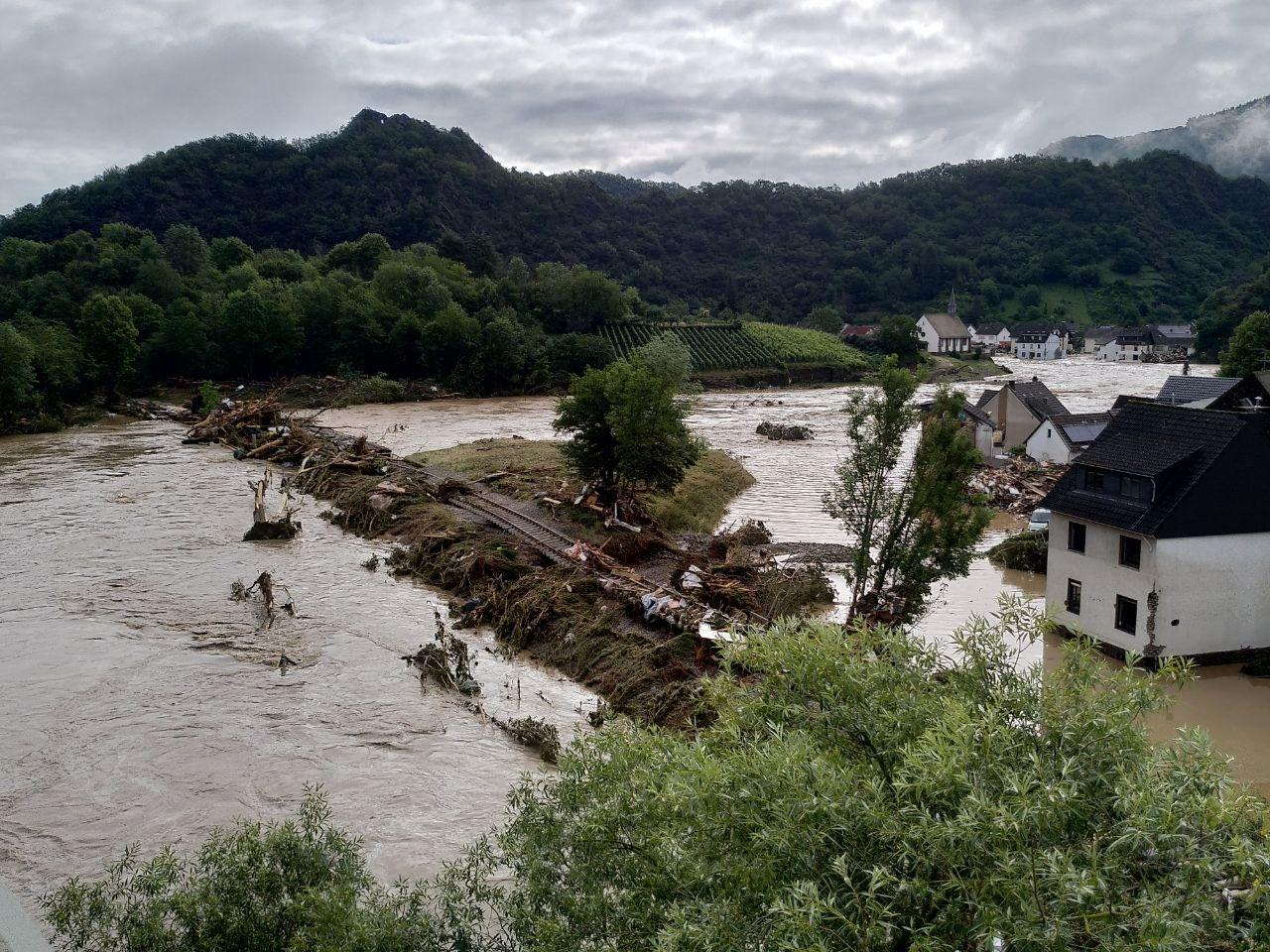
Hochwasser in Altenahr-Altenburg am 15. Juli 2021

Neben mindestens 141 Toten wurden 766 Verletzte in Rheinland-Pfalz registriert. Bis Anfang September 2021 wurden alle Toten eindeutig identifiziert, es gab aber noch drei Vermisste, woran sich auch bis zum Ende des Monats nichts änderte. Zudem wurde bei acht geborgenen Opfern ein Tod vor der Flut festgestellt, so dass die Zahl der tatsächlich vom Hochwasser getöteten Personen in Rheinland-Pfalz auf 133 sank. Im Oktober 2021 wurde der Tod einer weiteren – nach dem Hochwasser vermissten – Person festgestellt. Die Zahl der in Rheinland-Pfalz durch das Hochwasser getöteten Personen stieg damit auf 134.
Eine erste größere Bestandsaufnahme der Sachschäden ging zehn Tage nach dem Hochwasser in Rheinland-Pfalz von mindestens 17.000 Personen aus, die unmittelbar durch das Hochwasser Eigentum verloren hatten. Von den mehr als 3000 beschädigten Gebäuden wurden mindestens 467 zerstört, darunter fast 200 Wohnhäuser. Mehrere Kilometer Straßen wurden komplett zerstört, über 73,9 Kilometer Straßen, Wege und Brücken an der Ahr wurden beschädigt. Eine Richtungsfahrbahn der im Bau befindlichen Ahrquerung der Bundesstraße 9 bei Sinzig war durch einen unterspülten Pfeiler abgesackt und wurde daher abgerissen. Auf der Ahrtalbahn wurden mindestens sieben Eisenbahnbrücken und rund 20 Kilometer Gleis durch Über- und Unterspülungen zerstört. Die 1600 bei der Handwerkskammer und Industrie- und Handelskammer angemeldeten Betriebe im Ahrtal erlitten geschätzte Sachschäden von insgesamt 560 Millionen Euro.
Besonders stark getroffen wurde der Landkreis Ahrweiler, wo das Hochwasser der Ahr eine Schneise der Zerstörung hinterließ. In der Ortsgemeinde Schuld stürzten sechs Häuser ein, zahlreiche weitere wurden schwer beschädigt. Im Landkreis wurden 62 Brücken zerstört und weitere 13 schwer beschädigt, auch erlitten 19 Kindertagesstätten und 14 Schulen Beschädigungen. Mehr als 330 Menschen konnten mit bis zu 36 Hubschraubern von Dächern und Bäumen gerettet werden. Von 112 Brücken im Schadensgebiet waren am 20. August 2021 – mehr als einen Monat danach – nur 35 uneingeschränkt nutzbar. In der Stadt Sinzig starben zwölf Bewohner der Behinderteneinrichtung „Lebenshilfe-Haus“. Die Fluten seien schneller gekommen, als die Menschen hätten in Sicherheit gebracht werden können.
Wetterexperten argumentieren allerdings, dass die Katastrophe schon lange vor dem eigentlichen Ereignis absehbar war. Bereits Tage vor den Fluten warnte das Europäische Flutwarnsystem (EFAS), dass es in den betroffenen Gebieten zu sogenannten Flash Floods kommen könne. Laut dem Bundesministerium für Wirtschaft und Klimaschutz zeigen Modellrechnungen, dass die Flut durch den Klimawandel 1,2- bis 9-mal wahrscheinlicher geworden ist.
In den Landkreisen Bitburg-Prüm, Vulkaneifel und Trier-Saarburg wurde der Katastrophenfall festgestellt. Besonders betroffen war die Ortsgemeinde Kordel. Hier erreichte die Kyll einen Rekordpegelstand von 7,85 Metern.
Am Abend des 14. Juli 2021 erreichten die Prüm in Prüm mit 3,27 Metern, die Lieser in Wittlich mit 3,63 Metern sowie die Nims in Alsdorf und Bitburg-Stahl am darauffolgenden Morgen mit 3,49 Metern Rekordpegelwerte. Bei den Irreler Wasserfällen wurden die überdachte Fußgängerbrücke und ein Teil des Hanges durch das Hochwasser weggespült und zerstört, ebenso die Campinganlage in Oberweis.
Durch das Hochwasser wurden in Rheinland-Pfalz an Blindgängern etwa 350 Kilogramm Munition und eine nicht zündungsfähige Bombe aus dem Zweiten Weltkrieg freigespült.
Anfang 2022 schätzte die Landesbehörde Aufsichts- und Dienstleistungsdirektion den Gesamtschaden durch das Hochwasser in Rheinland-Pfalz auf 15 Milliarden Euro.

##### Aufräumarbeiten und Wiederaufbau
Viele Freiwillige kamen insbesondere in das Ahrtal, um Hilfe zu leisten. Am zweiten Wochenende nach dem Unglück war das dortige Straßennetz infolgedessen so überlastet, dass professionelle Helfer, Bundeswehr und Mülltransporter nicht mehr passieren konnten. Daraufhin forderte das Lagezentrum zeitweise die Helfer zur Abreise auf. Es entstanden indes auch private Initiativen, die kaum zum Straßenverkehrsstau beitrugen. Zwei Ahrtaler Unternehmer organisierten einen sogenannten Helfer-Shuttle (Pendelverkehr), über den Tausende von Freiwillige geordnet mit Bussen vom Innovationspark Rheinland Grafschaft aus an die betroffenen Orte gebracht wurden.

Seit dem 27. September 2021 können Privathaushalte Förderanträge für den Wiederaufbau stellen. Die Antragsstellung lief bis zum 30. Juni 2023. Aus dem ursprünglich mit 30 Milliarden Euro aus Bundesmitteln ausgestatteten Sondervermögen „Aufbauhilfe 2021“ wurden bis Ende 2023 etwa 3,3 Milliarden Euro verwendet. 

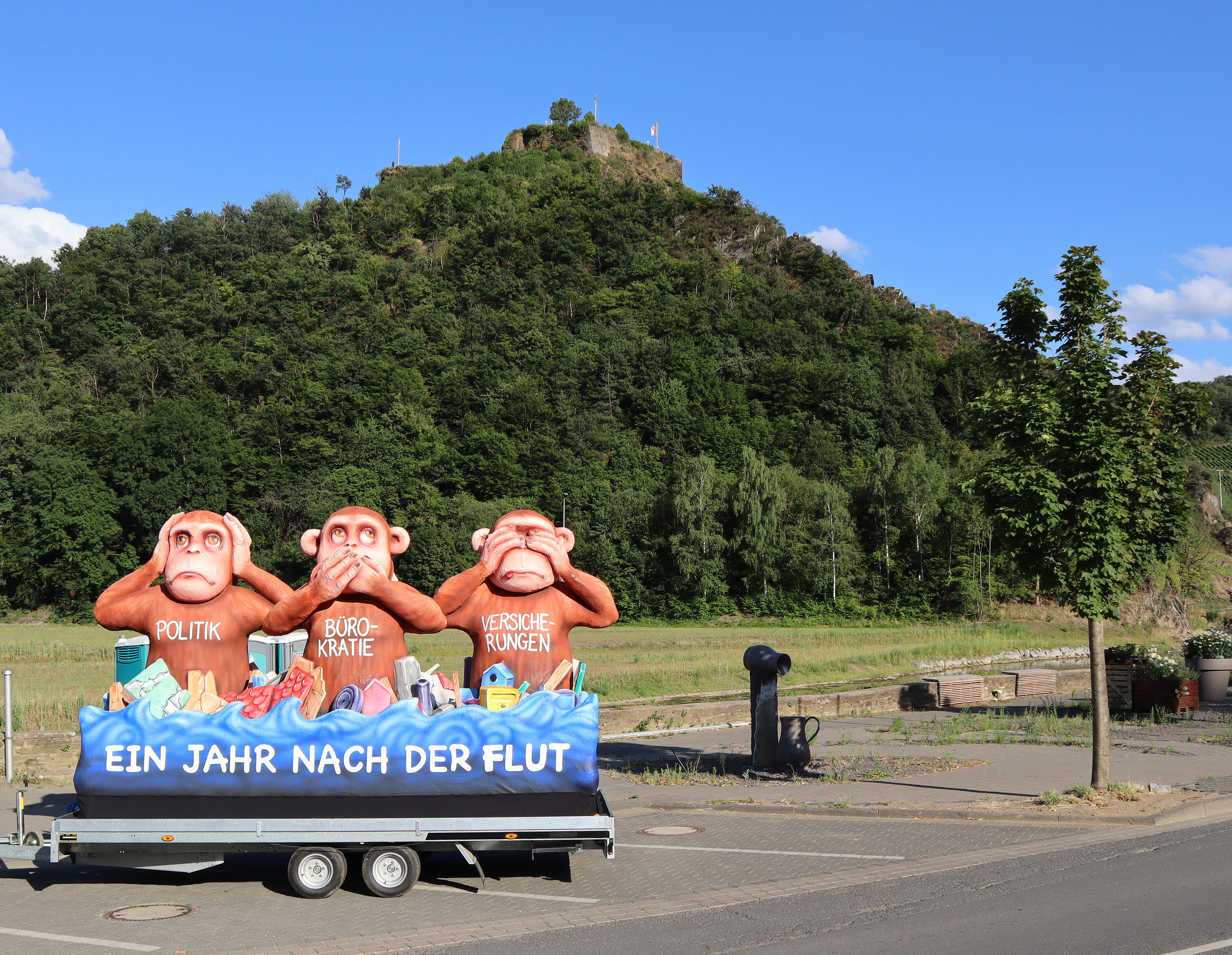
Motivwagen mit Skulptur „Drei Affen“ anlässlich des Jahrestags der Flutkatastrophe (bei Mayschoß)

 Anfang Oktober 2021 veröffentlichte die Struktur- und Genehmigungsdirektion Nord die überarbeiteten Hochwassergefahrenkarten für die Ahr. Demnach dürfen alle Häuser – bis auf 34 in sogenannten „Gefahrenbereichen“ – (teils) unter Auflagen neu gebaut werden. Bei Gebäuden in den ausgewiesenen Überschwemmungsgebieten, die saniert werden können, wird eine hochwasserangepasste Bauweise dagegen nur empfohlen. Ministerpräsidentin Malu Dreyer sagte, die allermeisten Hauseigentümer erhielten „die Gewissheit, dass sie an Ort und Stelle sanieren können“. Die Landesregierung (Kabinett Dreyer III) ignoriert damit zahlreiche dringende Empfehlungen von Wissenschaftlern.
Widerspruch gegen stärkere Beschränkungen beim Wiederaufbau kam von Bürgermeistern aus dem Ahrtal, die den Weintourismus gefährdet sehen. Dieser sorgt in den Orten bereits für eine überdurchschnittliche Flächenversiegelung. Das zivilgesellschaftliche Bündnis Aus Ahrtal wird SolAHRtal fordert gemeinsam mit Vertretern aus Lokalpolitik, Wissenschaft und Wirtschaft den Wiederaufbau als Modellregion für die vollständige Versorgung durch erneuerbare Energien.
Die Naturschutzorganisationen BUND und NABU kritisieren, dass von der Ahr geschaffene Nebenarme und Kiesbänke beseitigt und wieder ein trapezförmiges Flussbett hergestellt wurde, was sowohl für den Arten- als auch den Hochwasserschutz negativ sei.
Anja Käfer-Rohrbach, Hauptgeschäftsführerin des Gesamtverband der Deutschen Versicherungswirtschaft (GDV), bezeichnete den ursprungsnahen Wiederaufbau der Siedlungsstruktur im Ahrtal 2024 als „Katastrophe auf Wiedervorlage“.
Für eine künstlerische Aufarbeitung der Katastrophe schrieb der Komponist Guido Rennert ein klassisches Werk mit dem Titel 2021 – Die Jahrtausendflut, das am 30. März 2025 durch das Sinfonische Blasorchester Bitburg-Prüm im Veranstaltungshaus Trifolion Echternach seine Uraufführung erfuhr. Neben einer herkömmlichen Instrumentierung erklingt in dem Werk eine mit Handkurbel gedrehte Sirene. Die Uraufführung fand im Rahmen des Festkonzerts zum 30-jährigen Jubiläum des Sinfonischen Blasorchesters Bitburg-Prüm statt.

##### Politische und juristische Folgen
Dem Landrat des Landkreises Ahrweiler, Jürgen Pföhler, wurde vorgeworfen, er habe Maßnahmen für einen Katastrophenfall nicht hinreichend vorbereitet, viel zu spät den Alarm ausgerufen und nur eine Teilevakuierung angeordnet. Pföhler wies die Verantwortung für mögliche Versäumnisse bei der Warnung der Bevölkerung im Ahrtal zurück. Die technische Einsatzleitung sei verantwortlich für die Alarmierung der Bevölkerung gewesen. Er sagte dem Bonner General-Anzeiger, gegenseitige Schuldzuweisungen seien „völlig deplatziert und geschmacklos“. Am 2. August 2021 gab die Staatsanwaltschaft Koblenz bekannt, dass sie die Einleitung eines Ermittlungsverfahrens gegen Jürgen Pföhler nach der Unwetterkatastrophe im Ahrtal prüfe. Es gebe den Anfangsverdacht der fahrlässigen Tötung und der fahrlässigen Körperverletzung infolge möglicherweise unterlassener oder verspäteter Warnungen oder Evakuierungen. Am 6. August 2021 nahm die Staatsanwaltschaft Ermittlungen gegen ihn und eine weitere Person auf, an die der Landrat die Einsatzleitung delegiert hatte. Seit dem 11. August übt Pföhler sein Amt krankheitsbedingt nicht aus. Die CDU-Kreistagsfraktion teilte am 17. August 2021 dazu mit, es sei erkennbar geworden, dass es in der Vergangenheit und am Tag der Katastrophe Versäumnisse und Fehler gegeben habe; ein personeller Neuanfang sei nötig. Ende Oktober 2021 wurde Pföhler in den Ruhestand versetzt, nachdem er einen Antrag auf dauerhafte Dienstunfähigkeit gestellt hatte.
Im April 2024 gab die Staatsanwaltschaft Koblenz bekannt, dass keine Anklage gegen Pföhler erhoben wird. Der mehr als 2.100 Seiten umfassende Abschlussbericht des Untersuchungsausschusses „Flutkatastrophe“ wurde am 2. August 2024 veröffentlicht.
Das am 4. Juli 2025 vom rheinland-pfälzischen Innenministerium veröffentlichte vorläufige Ermittlungsergebnis im Disziplinarverfahren gegen den früheren Landrat Dr. Jürgen Pföhler wirft ihm gravierende beamtenrechtliche Pflichtverstöße im Zusammenhang mit der Flutkatastrophe im Ahrtal vor und könnte zur Aberkennung seiner Ruhegehaltsansprüche führen.

#### Nordrhein-Westfalen

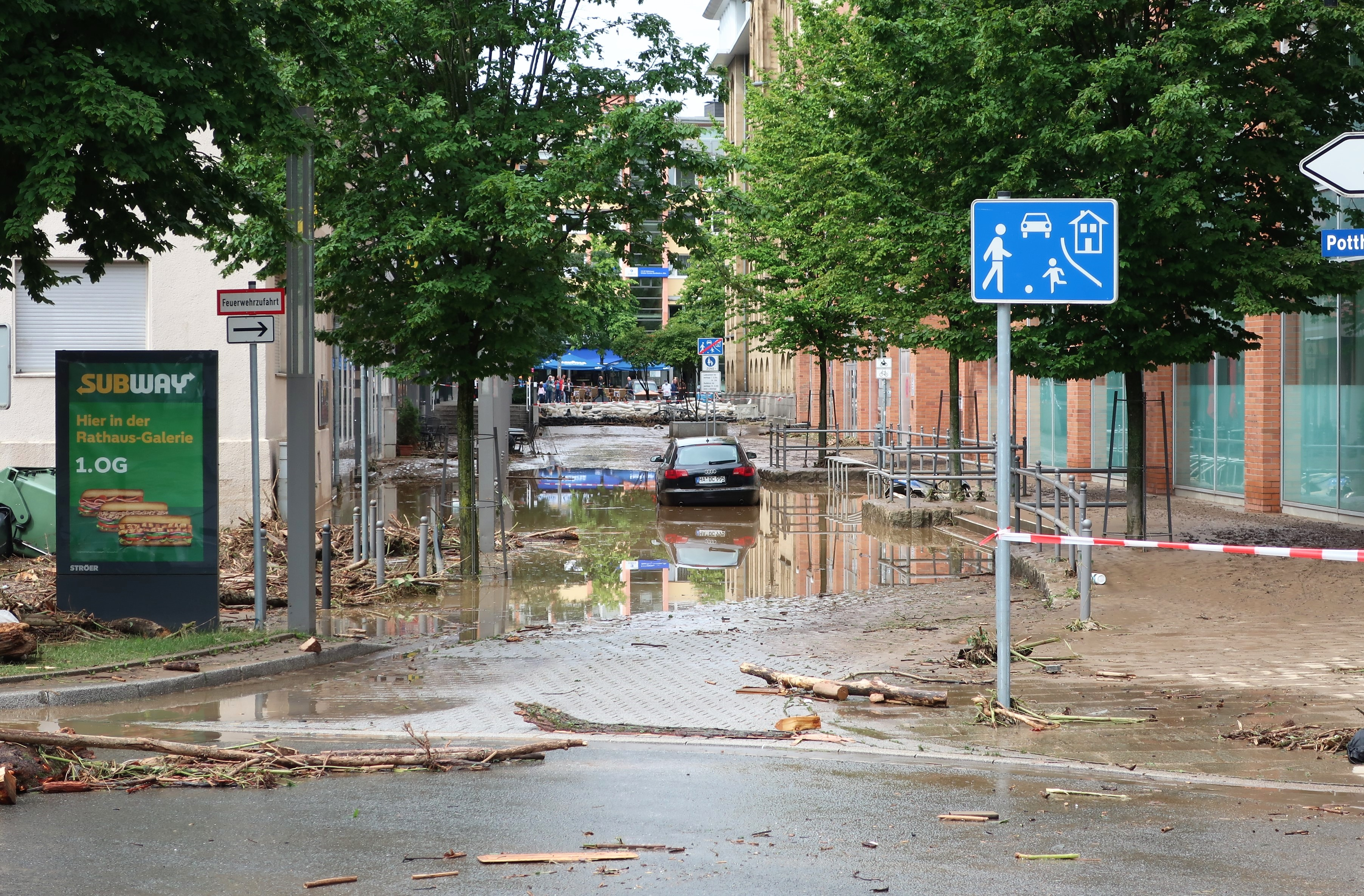
Schäden in Hagen nach der Unwetternacht, 15. Juli 2021

In Nordrhein-Westfalen waren fast alle Nebenflüsse des Rheins und viele ihrer Nebenflüsse und -bäche über die Ufer getreten. Sie vermeldeten teils historische Höchststände und richteten Schäden in bisher nicht gekanntem Ausmaß an. Daher sollen auch die kleinen Bäche zukünftig in ein Warnsystem einbezogen werden. Der Rhein selbst war wegen der vergleichsweise riesigen Abflusskapazität von dem Hochwasser nur marginal betroffen.
Bis zum 16. Juli waren 25 Städte und Kreise in Nordrhein-Westfalen besonders vom Hochwasser betroffen. Bis zu diesem Tag hatten laut Innenminister des Landes Nordrhein-Westfalen, Herbert Reul, 19.000 Einsatzkräfte von Hilfsorganisationen 30.000 Einsätze im Zusammenhang mit dem Hochwasser bewältigt und die Polizei Nordrhein-Westfalen weitere 3.200 Einsätze. Im Bergischen Land kam es wegen der Überschwemmungen zu tagelangen Stromausfällen und großräumigen Evakuierungen (wie in Hückeswagen und Leichlingen).
Die drastischen Folgen der Unwetterkatastrophe in Westdeutschland machten sich auch in Euskirchen, Rheinbach, Swisttal, Stolberg, Eschweiler und Erftstadt stark bemerkbar. Aufgrund der Überschwemmungen und der einsturzgefährdeten Steinbachtalsperre mussten mehrere tausend Bewohner in mehreren Ortschaften ihre Wohnhäuser verlassen. Die über die Ufer getretenen Erft und Swist überfluteten weite Teile des Erftstädter Stadtgebiets, mehrere Ortschaften wurden teilweise oder vollständig evakuiert und Fernverkehrsstraßen wie die Bundesautobahnen 1 (Eifelautobahn) und 61 sowie die Bundesstraße 265 wurden infolge der Überflutung und von Straßenschäden gesperrt. Im Erftstädter Ortsteil Blessem floss das Wasser der Erft durch ein Wohn- und Gewerbegebiet und bahnte sich einen neuen Weg in die Grube des Kieswerks Blessem; dabei wurden bei der Burg Blessem mehrere Häuser unterspült und beschädigt. Tote waren im Rhein-Erft-Kreis hingegen nicht zu beklagen. Gegen den Eigentümer des Tagebaus, die Betreibergesellschaft aus Bergheim sowie gegen die zuständige Aufsichtsbehörde in Arnsberg ermittelt die Staatsanwaltschaft Köln „wegen des Verdachts des fahrlässigen Herbeiführens einer Überschwemmung durch Unterlassen, der Baugefährdung sowie Verstoßes gegen das Bundesberggesetz“. Vermutet wird das Fehlen eines Hochwasserschutzwalls im Altbereich der Grube sowie eine unzulässige Steilheit der Böschungen. Laut Westdeutschem Rundfunk wurden seit dem Jahr 2011 Warnungen missachtet.
Das St.-Antonius-Hospital Eschweiler wurde am 15. Juli vollständig evakuiert; die über 300 Patienten wurden in andere Krankenhäuser gebracht. Am 17. Juli wurde die Justizvollzugsanstalt Euskirchen größtenteils geräumt. In den Nachbarstädten Eschweiler und Stolberg wurden Plündernde verhaftet. In betroffenen Orten wie Bad Münstereifel gab es Todesopfer, und zahlreiche historische Häuser wurden zerstört oder beschädigt. Weil die Inde über die Ufer trat, wurde der Tagebau Inden teilweise geflutet, eine Person wurde in der Folge als vermisst gemeldet und schließlich am 22. Juli tot aufgefunden und eine Woche später identifiziert. Auch der Ort Inden wurde größtenteils überflutet.
Schäden entstanden außer an Fernstraßen auch an vielen Bahnstrecken: Zeitweise war in der Südhälfte Nordrhein-Westfalens kaum Zugverkehr möglich. Fernzüge aus Norden endeten u. a. bereits in Münster, etliche Regionalzuglinien fielen aus. Besonders betroffen waren dabei die Hauptbahnhöfe in Hagen und Wuppertal sowie die hier verlaufenden Bahnstrecken (u. a. die Bahnstrecke Hagen–Dieringhausen, die Ruhr-Sieg-Strecke und die Bahnstrecke Elberfeld–Dortmund).
Am 14. Juli wurden das Hochwasserrückhaltebecken Eicherscheid in der Eifel und andere Rückhaltebecken bei Horchheim, Weilerswist und Kerpen-Mödrath geöffnet, um den Abfluss in der Erft zu verringern. Die Rheinische Post meldete einen Dammbruch an der Rur in Wassenberg-Ophoven am 16. Juli 2021. Am 20. Juli wurde eine Siedlung im bergischen Leichlingen wegen eines möglichen Dammbruchs evakuiert.
Zusätzlich entstand am 14. Juli in Castrop-Rauxel ein kleiner Tornado, der mehrere Sachschäden verursachte.
Nach der Klärung aller Fälle konnte am 28. Juli 2021 die Suche nach Vermissten eingestellt werden. Zu diesem Zeitpunkt waren durch die Flut in Nordrhein-Westfalen 47 Menschen gestorben. Im August 2021 verstarben zwei weitere Menschen in Krankenhäusern an den Folgen von Verletzungen.
Ab dem 17. September 2021 konnten Privathaushalte und Unternehmen der Wohnungswirtschaft Förderanträge für den Wiederaufbau stellen. Die Antragsstellung lief bis zum 30. Juni 2023.

#### Baden-Württemberg

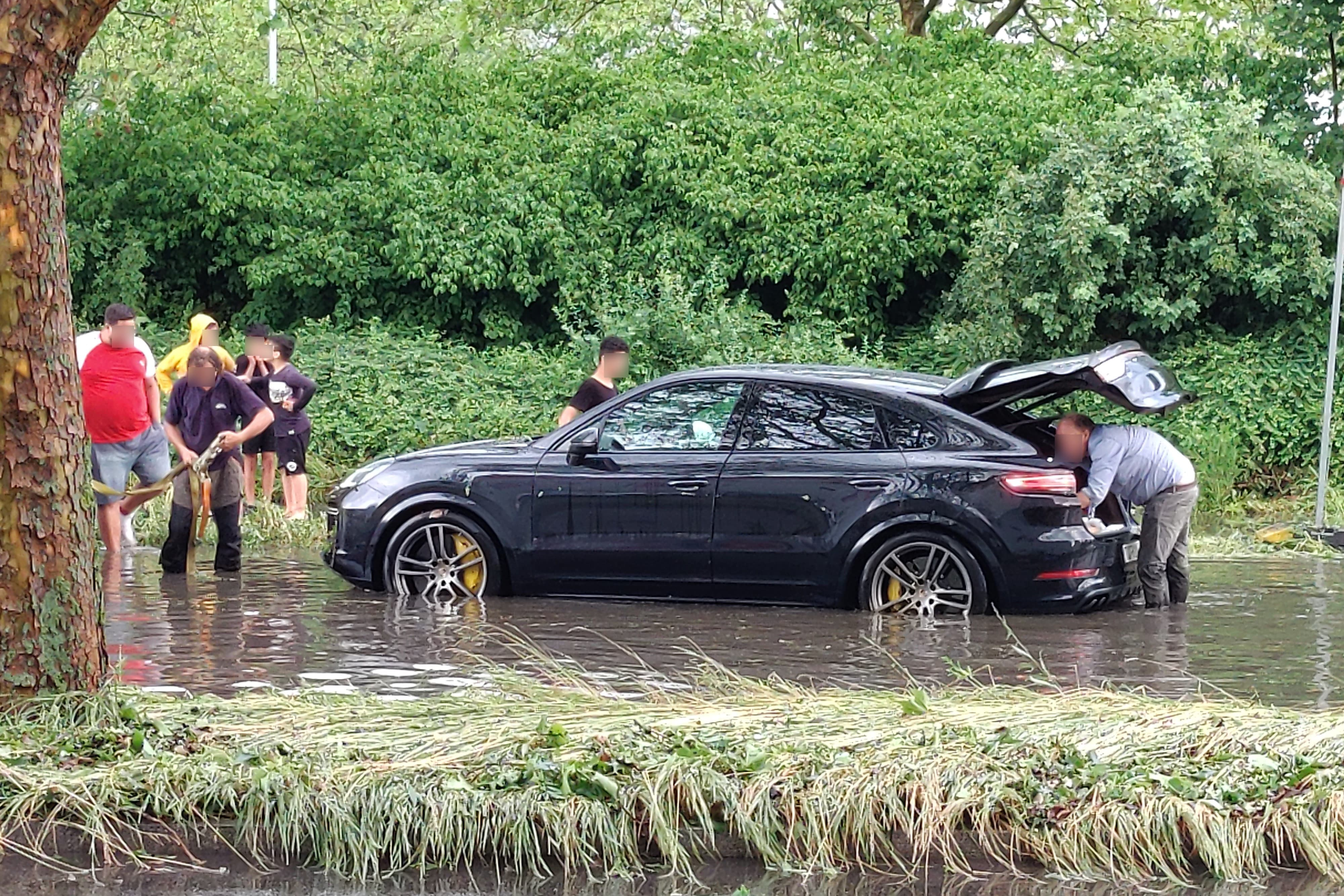
Ein Auto steckt in Reutlingen im Wasser fest und wird abgeschleppt

In Baden-Württemberg gab es aufgrund Starkregens vielerorts Überschwemmungen. In Tübingen und Reutlingen gab es im Juni mehrfach schwere Hagelschäden und Überflutungen, wobei das COVID-19-Impfzentrum in Tübingen überflutet wurde. Auch der Rhein trat über die Ufer. In Karlsbad und Remchingen kam es mehrfach zu Überflutungen, unter anderem wurde die Bundesautobahn 8 rund einen Meter überflutet. Am Freitagabend des 9. Juli standen in Distelhausen im Taubertal mehrere Straßen wie etwa die Zufahrtsstraße nach Lauda unter Wasser, wobei der Hochwasserpegel Tauberbischofsheim bis zum darauffolgenden Samstag bereits 3,17 Meter gezeigt hat. Auch am 13. Juli kam es wieder zu Einsätzen wegen örtlichen Starkregens, wie beispielsweise in Eppingen und Heilbronn. Ebenfalls wurde die Rheinschifffahrt zwischen Iffezheim und Germersheim in der Nacht zum Mittwoch eingestellt. Diese Sperrung wurde einen Tag später bis Mannheim ausgedehnt.
Aufgrund der Regenfälle wurde die Bundesautobahn 6 zwischen Viernheimer Dreieck und Mannheim-Sandhofen unterspült und wurde wegen der Beschädigungen am 14. Juli gesperrt. Am frühen Abend des 15. Juli 2021 kam es wiederholt zu örtlichem Starkregen. So wurden die Heilbronner Südstadt und die Gemeinde Flein teilweise überflutet. In Bretten-Ruit verursachte der Regen, jedoch nicht die Salzach, die Überschwemmung des Ortes. In Inzlingen wurde ein 17-Jähriger gerettet, nachdem er durch das Hochwasser in einen offenen Gully gesogen worden war. Im Raum Radolfzell am Bodensee kam es am darauffolgenden Freitagmorgen in mehreren Orten wegen eines Hangrutsches zu einem mehrstündigen Stromausfall. Eine Person im Landkreis Heilbronn wurde nach einem Sturz in den Fluss Jagst tot geborgen.
Zudem wurde am Abend des 16. Juli 2021 nach Unter- und Überspülung der Gleise die Donaubahn zwischen Ehingen und Munderkingen eingestellt. Gleichzeitig hat in Lorch im Ostalbkreis der Götzenbach mehrere Häuser überflutet. Am Morgen des 17. Juli 2021 war der Wasserstand am Pegel Maxau des Oberrheins in Karlsruhe bereits auf 8,62 Meter gestiegen, weswegen auch die Rückhalteräume in Kehl und Altenheim im Ortenaukreis geflutet wurden. Ebenfalls wurde ein Teil der Strecke bei der Reaktivierungsfeier der Biberbahn zwischen Stockach und Mengen am selben Tag gesperrt, weil der Bahndamm beschädigt wurde.

#### Bayern
In mehreren Städten und Landkreisen in Nordbayern, vor allem im Hofer Land, wurde am 10. Juli 2021 der Katastrophenfall ausgerufen. In Wilhermsdorf kam es zu einem Stromausfall, nachdem ein Trafohaus überflutet worden war. Die Bahnstrecke von Neustadt an der Aisch nach Bad Windsheim wurde wegen Überflutung der Gleise gesperrt. Zahlreiche Straßen standen unter Wasser. In Altmannshausen (Markt Bibart) wurde eine denkmalgeschützte Brücke in Teilen weggerissen und war daher unpassierbar. Ab dem 14. Juli ist das Trinkwasser in Teilen der Landkreise Ansbach, Roth und Weißenburg-Gunzenhausen nach Starkregen mit Fäkalkeimen belastet gewesen und wurde deshalb abgekocht.
Reichenberg bei Würzburg wurde sogar gleich zweimal innerhalb von sieben Tagen, nämlich am 9. sowie am 15. Juli, überflutet. In Ansbach stieg die Rezat auf einen Pegel von 4,29 Metern. Zudem überlagerte sich diese Katastrophe zeitlich mit einem Bombenfund am Ansbacher Bahnhof, der die Einsatzkräfte zusätzlich forderte.
Nachdem das Tief Bernd nach Süden zog, sind am Abend des 17. Juli Orte in der Region Berchtesgadener Land nach starken Regenfällen überflutet worden, woraufhin der Landkreis den Katastrophenfall ausrief. Die Berchtesgadener Ache stieg auf 3,50 Meter an und übertraf damit den Höchststand von 3,12 Metern im Jahr 2012. Da ein Hangabrutsch in Schönau am Königssee befürchtet wurde, kam es dort und in anderen Orten zu Evakuierungen. Der Bahnhof von Bischofswiesen wurde überflutet, die Kunsteisbahn Königssee schwer beschädigt und mehrere Straßen wurden wegen Überflutung zeitweise gesperrt. Ebenfalls schwer beschädigt wurde die Partnachklamm in Garmisch-Partenkirchen.

#### Hessen
In Nordhessen kam es vor allem zu Überflutungen von Gebäuden und Verkehrsbehinderungen. Auf der Landesstraße 3215 zwischen Naumburg und Waldeck wurde am 14. Juli 2021 ein Hang unterhalb der Straße weggespült, so dass die beschädigte Straße gesperrt wurde. Am Rhein, im Südwesten des Bundeslandes, wurde die Bundesstraße 42 zwischen Assmannshausen und Lorch gesperrt, nachdem an ihr durch das Hochwasser verursachte Risse festgestellt wurden, da befürchtet wurde, dass die Straße weggespült wird.

#### Saarland
Auch im Saarland traten in der Nacht zum 15. Juli Gewässer über die Ufer, wobei es laut Lagezentrale der Polizei Saarbrücken im Vergleich zu anderen Bundesländern bis zum Donnerstagmorgen nur zu 13 Einsätzen wegen Straßenflutungen und vollgelaufener Keller kam.

#### Sachsen
Am 13. Juli 2021 kam es zu schweren Überflutungen im Vogtland, insbesondere in Plauen und Oelsnitz. In Steinbach (Jöhstadt) im Erzgebirgskreis starb ein Mann, nachdem er von einer Sturzflut mitgerissen wurde; in Freiberg kam es zu Fahrbahnsenkungen und einem Erdrutsch. Am 17. Juli kam es zu schweren Überschwemmungen in der Sächsischen Schweiz; vor allem die Orte Krippen und Bad Schandau waren betroffen. Die historische Kirnitzschtalbahn wurde teilweise überspült. Auch der internationale Bahnverkehr zwischen Dresden und Prag wurde wegen Schlammlawinen unterbrochen.

#### Thüringen
Bereits Anfang Juni hatte ein lokales Starkregenereignis zu schweren Überschwemmungen in dem Ort Mosbach bei Eisenach im Wartburgkreis geführt und erheblichen Sachschaden verursacht. Am 13. Juli waren insbesondere der Ilm-Kreis, der Saale-Orla-Kreis und der Landkreis Saalfeld-Rudolstadt von heftigen Unwettern und vollgelaufenen Kellern betroffen. Erdrutsche blockierten mehrere Straßen und der Bahnverkehr wurde wegen Unwetterschäden örtlich eingestellt. Die Bundesautobahn 71 wurde wegen Hochwassers vorübergehend gesperrt.

### Frankreich

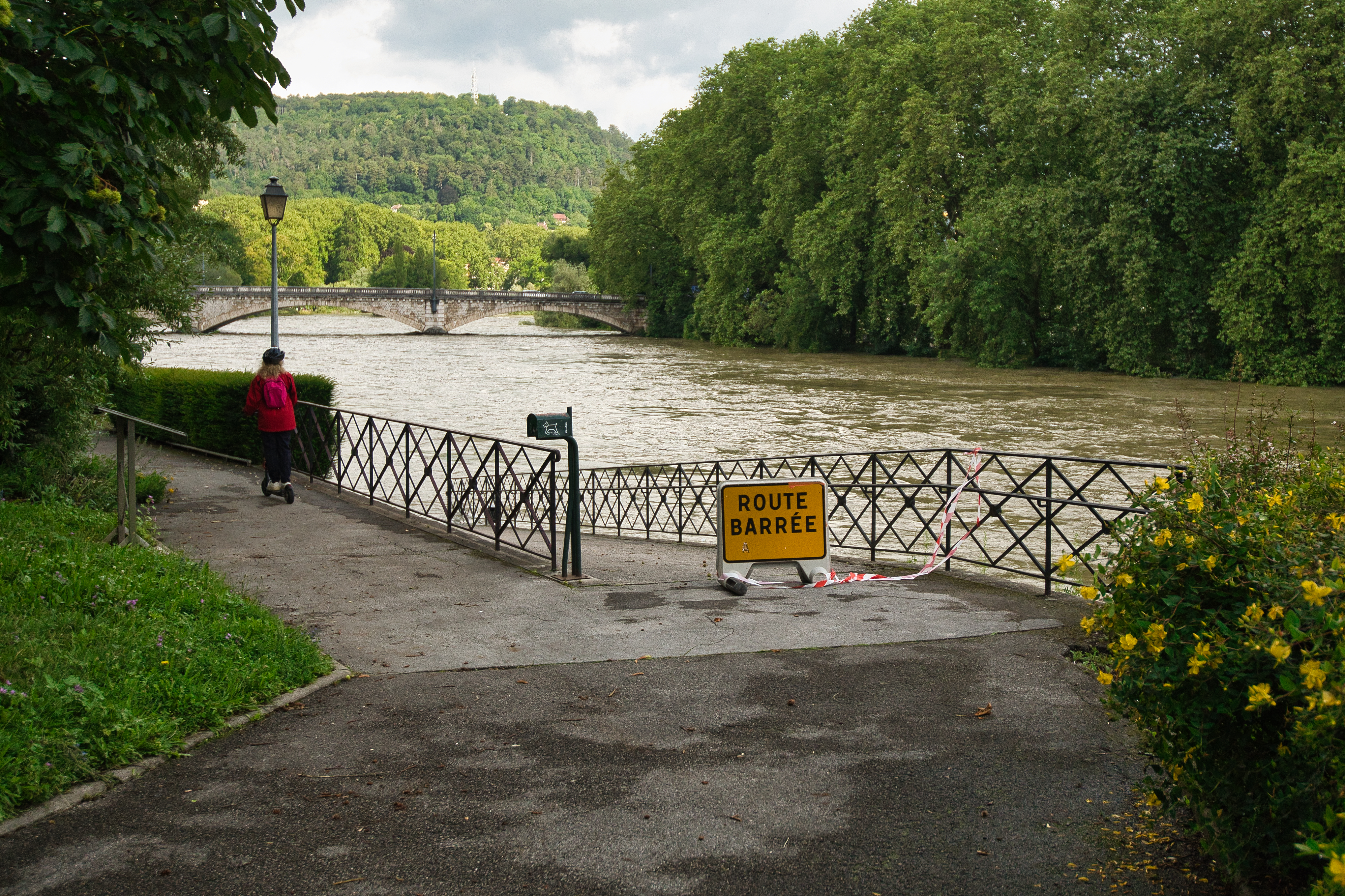
Hochwasser in Besançon

In Ostfrankreich wurde während des Hochwasserereignisses zunächst in den zwölf Departements Nord, Aisne, Ardennes, Marne, Meuse, Meurthe-et-Moselle, Moselle, Bas-Rhin, Haut-Rhin, Doubs, Jura und Ain die Hochwasser-Gefahrenstufe „Orange“ ausgerufen. Im Verlauf der Geschehnisse galt in weiteren Departements eine Warnstufe.
In der Landschaft an der Mosel war der Raum von Metz und Thionville bis zur luxemburgischen Grenze stark betroffen. Das Hochwasser traf dort besonders die Gemeinden Fixem, Beyren-lès-Sierck, Puttelange-lès-Thionville und Longuyon. Einzelne Ortschaften wurden wegen der Überschwemmungen evakuiert und es gab zahlreiche Straßensperrungen. Die Bahnstrecke von Thionville nach Luxemburg war unterbrochen. In Bar-le-Duc traten der Fluss Ornain und der Canal de la Marne au Rhin über die Ufer. Am Oberrhein wurde der Polder Erstein, ein Hochwasserrückhaltebecken südlich von Straßburg, geflutet, um den nach den intensiven Niederschlägen in der Schweiz stark gestiegenen Abfluss des Rheins zu verringern.
Schwere Niederschläge gingen über den Departements Jura und Doubs sowie über dem südlichen Elsass nieder. Im Departement Jura wurde ein Teil der Ortschaft Bletterans überschwemmt. Außerdem mussten wegen des Hochwassers des Orain, eines Nebenflusses des Doubs, die Ortschaft Chaussain und wegen der Flut der Loue der Campingplatz bei Parcey evakuiert werden. Die Departementsstraße 332 war unterbrochen. In Montmorot blieb es bei leichten Überschwemmungen, weil die Hochwasserrückhaltebecken die Flut erheblich dämpfen konnten. In Besançon trat der Doubs über die Ufer.
Am 17. Juli 2021 trat die Seille im Departement Saone-et-Loire über die Ufer und überschwemmte das Ortszentrum von Louhans-Châteaurenaud.
Bei der Mündung der Saône in die Rhone, die beide Hochwasser führten, in der Großstadt Lyon standen einzelne Uferstraßen unter Wasser. In den Alpen-Departements Isère und Haute-Savoie waren wegen des Unwetters mehrere Straßen unterbrochen. Die aus den Savoyer Voralpen kommende Arve, die in der Schweiz bei Genf in die Rhone mündet, führte Hochwasser.

### Großbritannien
Als Erstes trafen Unwetter in Verbindung mit dem Tiefdruckgebiet Bernd Teile Großbritanniens. Nach Starkregen wurden Londons Straßen am 12. Juli 2021 in reißende Bäche verwandelt. Keller, Autos, Toiletten und Geschäfte standen unter Wasser.
Zu weiteren Überschwemmungen kam es am 25. Juli, als Unwetter in Folge sehr warmer Witterung durch ein in Nordfrankreich liegendes Tief für langsam ziehende Stürme sorgten. Dies führte zu starken Beeinträchtigungen der Verkehrsinfrastruktur.

### Italien
Am 13. Juli kam es zu Unwettern im östlichen Oberitalien. Sie richteten an landwirtschaftlichen Kulturen Schäden an. In der autonomen Region Trentino-Südtirol beschädigte ein umgestürzter Baum eine Seilbahn, mehrere Straßen waren unterbrochen, und in der Region Venetien kam ein Mensch ums Leben.

### Kroatien
In Kroatien hatte vor allem die Region in Westslawonien in der Nacht vom 16. auf den 17. Juli mit überschwemmten Häusern durch starke Regenfälle mit rund 170 Liter pro Quadratmeter zu kämpfen. Dabei war unter anderem der Ort Nova Gradiška betroffen. Am darauffolgenden Nachmittag fegte ein Sturm über die Region um Osijek, wobei ein Dach eines Gebäudes abgerissen, Bäume entwurzelt und Straßen überflutet wurden. Am 19. Juli kam es erneut zu starken Regenfällen, die Ackerland bei Našice sowie Keller und Straßen in Osijek überfluteten. In der Umgebung von Šipvac fiel der Strom aus. In der folgenden Nacht wurden zahlreiche Straßen der Stadt Županja in einem heftigen Sturm überflutet, bei dem zeitweise bis zu 183 Liter pro Quadratmeter niedergingen.

### Luxemburg
Auch im Großherzogtum Luxemburg ließ ergiebiger Regen ausgelöst durch das nach Süden ziehende Tief Bernd am 14. und 15. Juli zahlreiche Flüsse über die Ufer treten und anliegende Ortschaften überschwemmen. Dies betraf unter anderem Hesperingen, Mamer, Vianden und Bettemburg. Teile der Stadt Echternach mussten am 15. Juli evakuiert werden, ebenso Bewohner mehrerer anderer Orte (Vianden, Rosport, Steinheim, Born, Bour). Bei Bollendorf erreichte der Pegel der Sauer mit 608 Zentimetern den zweithöchsten Wert seit Beginn der Aufzeichnungen. Nach Angaben von MeteoLux waren in dem Land in den vorangegangenen 24 Stunden durchschnittlich 60 bis 80 Liter pro Quadratmeter gefallen. Schwere Schäden entstanden in der Unterstadt der Hauptstadt durch die Alzette. Durch den Stromausfall bei den Pumpen einer Fernleitung in Deutschland wurde die Kerosin-Versorgung des Flughafens zeitweise unterbrochen. Zudem waren am 16. Juli die Gemeinden Befort, Bissen und Lintgen mit ungenießbarem Leitungswasser verseucht. Am 17. Juli musste die N10 wegen Hochwasser in Schengen gesperrt werden.
Der Zugverkehr von Metz in Frankreich nach Luxemburg war stark beeinträchtigt und wurde ab Thionville komplett eingestellt. Grund dafür war die Überschwemmung des Zugtunnels bei Hagondange. Die Nationale Gesellschaft der französischen Eisenbahnen (SNCF) ging davon aus, dass vor Montag, dem 19. Juli 2021, keine Züge verkehren können. Ebenfalls waren in Luxemburg viele Bahnstrecken und Straßen wegen Erdrutschen und Überschwemmungen gesperrt. Im Laufe des Nachmittags des 15. Juli 2021 sanken vielerorts die Pegelstände langsam wieder. Der luxemburgische Premierminister Xavier Bettel kündigte Hilfen in Höhe von 50 Millionen Euro an.

### Niederlande

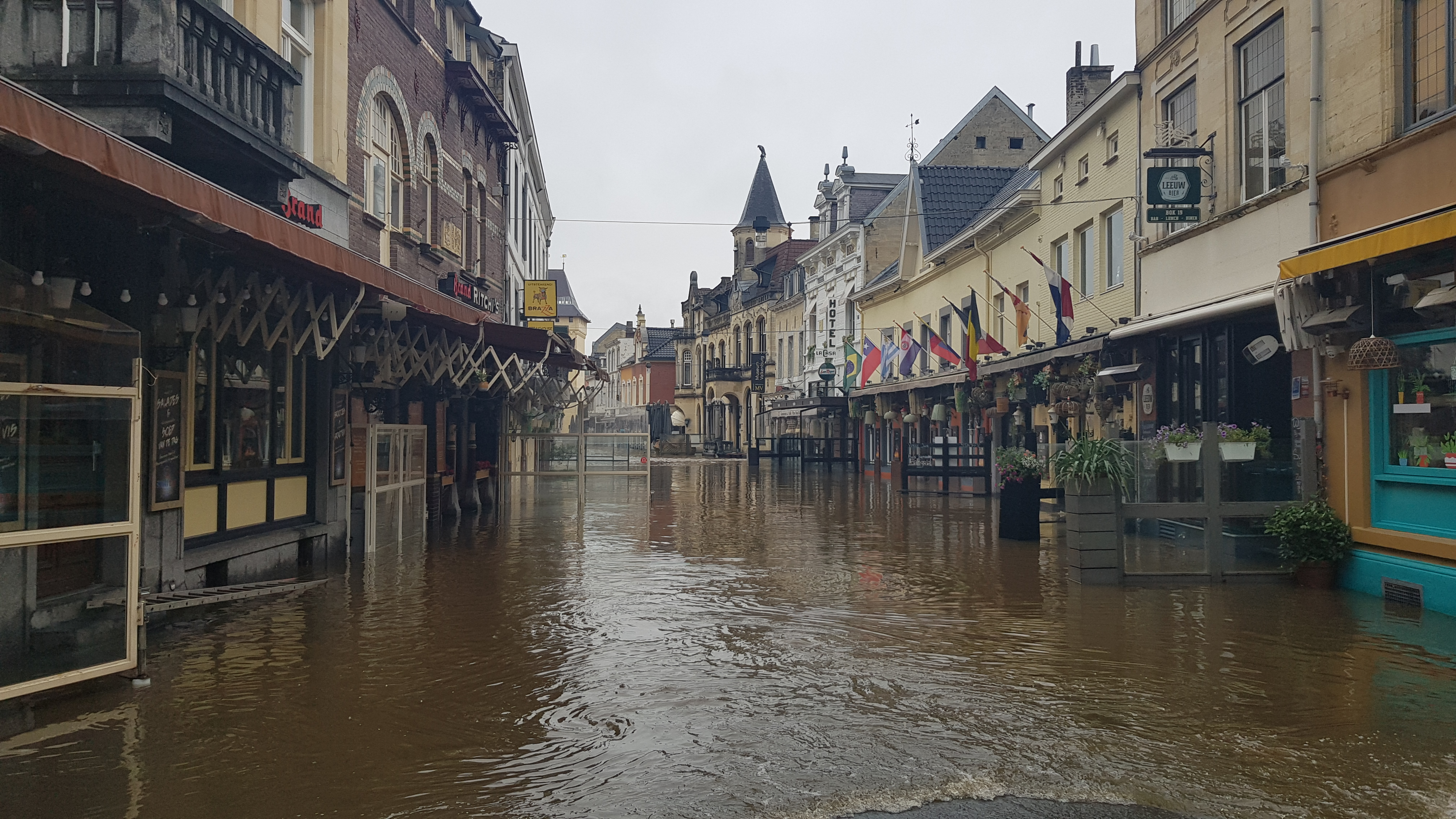
Hochwasser der Göhl im Zentrum von Valkenburg aan de Geul, Niederlande

Besonders betroffen war der südliche Teil der niederländischen Provinz Limburg. Im Heuvelland ließ Starkregen am 13. und 14. Juli Bäche und kleine Flüsse über die Ufer treten. Nach Angaben des Königlich-Niederländischen Meteorologischen Institutes (KNMI) fielen mancherorts 86 bis 98 Liter Regen pro Quadratmeter innerhalb von 24 Stunden. Die daraus entstandenen Überflutungen richteten schwere Schäden an. Wegen der Wassermassen wurden Teile der Autobahnen A2, A79 und A76 gesperrt. Am 15. Juli wurden Teile der Stadt Roermond, der Provinzhauptstadt Maastricht, der Maasgemeinden Stein und Eijsden-Margraten und der Kleinstadt Valkenburg evakuiert. Die Maas hatte Mitte Juli mancherorts den höchsten Pegelstand seit Beginn der Messungen im Jahr 1911 erreicht. Bei Maastricht brach ein Kanaldeich; in Venlo und den angrenzenden Gemeinden wurden am Abend des 16. Juli mehr als 10.000 Menschen evakuiert. Dort wurde vorsorglich auch ein Krankenhaus evakuiert, wohingegen die am Vortag Evakuierten teils nach Hause zurückkehren konnten.

### Österreich
Nachdem das Tiefdruckgebiet Bernd Richtung Osten verlagerte, wurde am Abend des 17. Juli die nahe Berchtesgaden gelegene Stadt Hallein überflutet. Einwohner mussten evakuiert werden. Auch die Stadt Salzburg wurde von Starkregen und Überschwemmungen heimgesucht. In Wien wurden Keller und Unterführungen überflutet. In Kufstein (Tirol) stand ebenfalls ein Teil der Stadt unter Wasser, nördlich von Seefeld in Tirol kam es zu einem Murenabgang, weshalb dort die Bundesstraße 177 gesperrt werden musste.
Entlang der Salzach bzw. deren Seitentäler gab es Murenabgänge bzw. nachfolgend auch Hochwasser, wobei auch ganze Siedlungen bzw. Dörfer evakuiert werden mussten. Bahnstrecken mussten gesperrt werden, da Gleisanlagen unter Wasser standen. In Kuchl (Salzburger Land) wurde am 18. Juli das Trinkwasser verunreinigt. An vielen Stellen wurde – nach Dauerregen mit bis zu 170 Millimetern – das Hochwasser als schlimmstes seit Jahrzehnten eingeschätzt. Am 18. Juli kam es auch zu zahlreichen Feuerwehreinsätzen, zur Spitze gab es allein in Niederösterreich zirka 600 Einsätze. Nach dem Einsturz einer Brücke war Ferschnitz zeitweise nicht erreichbar. In Neuhofen an der Ybbs wurde der Friedhof überspült, in Ernsthofen musste die Ennstalstrecke der Österreichischen Bundesbahnen (ÖBB) nach einem Felssturz gesperrt werden.

### Rumänien
Auch Rumänien war von Unwettern betroffen. So wurde am 17. Juli vor allem der Kreis Alba im Apuseni-Gebirge, wie etwa die Gemeinde Roșia Montană, im Westen des Landes von Starkregen, Erdrutschen und Überflutungen heimgesucht. Zudem mussten in vier Gemeinden zahlreiche Menschen evakuiert werden. Dabei kam jedoch niemand zu Tode. Am darauffolgenden Tag besuchte der rumänische Premierminister Florin Cîțu die betroffene Gegend und sicherte schnelle Hilfen zu. Am Abend des 19. Juli wurde die Region um Cluj-Napoca von einem starken Hagelsturm heimgesucht, bei dem Bäume entwurzelt wurden und mehrere Häuser vom Stromausfall betroffen gewesen sind. In der Stadt Craiova, im Südwesten des Landes, wurde ein Dach eines Wohnblockes abgerissen. In der darauffolgenden Nacht waren erneut zahlreiche Kreise von Starkregen betroffen, wovon unter anderem in den Kreisen Mureș und Neamț zahlreiche Haushalte ohne Strom gewesen sind. Landesweit wurden mehrere Personen aus Fahrzeugen gerettet und aus überschwemmten Häusern evakuiert. Am darauffolgenden Morgen wurde die Nationalstraße DN1 in Bușteni durch einen Erdrutsch blockiert. Laut einer Videokonferenz des Innenministers Lucian Bode am 20. Juli waren durch Starkregen der vergangenen Tage rund 80 Orte in 20 Landkreisen betroffen, wobei auch zwei Todesfälle in Satu Mare und Iași zu beklagen gewesen sind.

### Schweiz

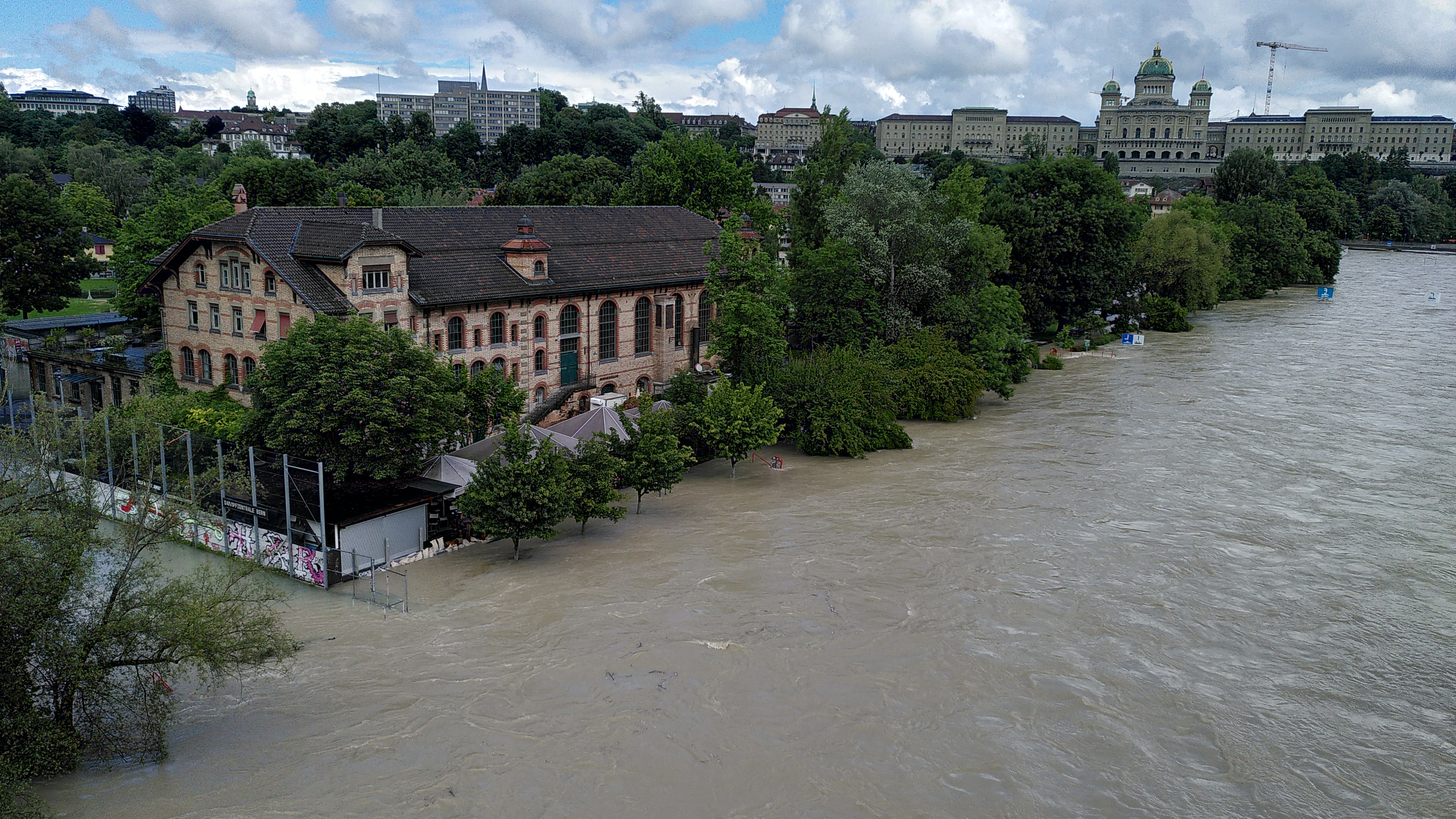
Hochwasser in Bern, 16. Juli 2021

Eine Kaltfront und danach die vom Höhentief Bernd über Belgien und den Westen Deutschlands gerichteten feuchten Winde erreichten über Ostfrankreich auch die Schweiz und den zentralen Alpenraum. Häufige Niederschläge in den Monaten Mai und Juni 2021 hatten dazu geführt, dass viele Böden durchnässt waren, als das schwere Unwetter eintrat, und deshalb nicht mehr viel Wasser aufnehmen konnten. In den Hochalpen war bis Mitte Juli die Schneeschmelze noch im Gange, weshalb einige Flüsse bereits einen erhöhten Wasserstand aufwiesen. Nach starken, tagelangen Regenfällen in den Alpen, im Jura und im Schweizer Mittelland traten seit dem 11. Juli 2021 in mehreren Kantonen zahlreiche Bäche, Flüsse und Seen über die Ufer und ereigneten sich an einigen Stellen Erdrutsche und Murgänge. Verschiedene Ortschaften wurden überflutet und einige Verkehrsverbindungen unterbrochen. Für mehrere Gewässer, besonders die großen Alpenrandseen, riefen die Behörden am 14. Juli die höchste Gefahrenstufe aus. Kräftige Sturmböen verursachten vom 12. zum 13. Juli große Sachschäden, unter anderem in der Stadt Zürich, sowie Störungen im Verkehrsnetz.
Zu Hochwasser und lokalen Überschwemmungen kam es besonders in den Flusssystemen der Aare, der Reuss, der Limmat und der Rhone sowie südlich des Alpenhauptkammes des Ticino. Aus dem Schweizer Jura floss viel Wasser mit dem Doubs nach Frankreich und über die Saône ebenfalls in die Rhone. Die Reuss trat am 13. Juli in den Kantonen Uri und Aargau über die Ufer. Bei Brugg und Gebenstorf, wo die Reuss und die Limmat in die Aare münden, standen das Schachenland und die Stroppelinsel unter Wasser. Am 16. Juli 2021 kam es auch zu Überschwemmungen der Aare in Bern.
In einigen Gemeinden wurden Uferstraßen und Brücken gesperrt. Der Kanton Uri sperrte vorsorglich bei Altdorf die neben der Reuss liegende Autobahn A2 für den Verkehr. In Hünenberg stand der Reussdamm wegen Bruchgefahr unter Beobachtung. Die Verkehrsverbindungen nach Engelberg waren wegen Murgängen unterbrochen. Ein Erdrutsch unterbrach am 18. Juli im Berner Oberland die Strecke der Wengernalpbahn zwischen Lauterbrunnen und Wengen. Im Kanton Tessin wurde wegen eines vom Unwetter ausgelösten Steinschlages die Hauptstraße Bellinzona–Airolo am 14. Juli gesperrt.
In Luzern, Thun, Bern, Bremgarten, Mellingen, Windisch, Wallbach und andern Ortschaften entlang der Reuss, der Aare und des Rheins ließen die Gemeinden durch die Feuerwehr und den Zivilschutz mobile Hochwasserschutzelemente und Hochwassersperren aufstellen, die seit den letzten schweren Hochwasserereignissen vorsorglich bereitgestellt worden waren. Damit konnten in einigen Ortschaften großflächige Überflutungen verhindert werden. Schäden entstanden allerdings vielerorts durch das steigende Grundwasser. In Brunnen, Stansstad und Küssnacht wurden Teile der Ortskerne überflutet. Der Pegel des Vierwaldstättersees erreichte in der Nacht vom 16. zum 17. Juli 2021 den Höchststand von 434,94 m ü. M. und begann in den folgenden Tagen leicht zu sinken. Bei der Badbrücke in Wolhusen wurden am 25. Juli 2021 zwei Autos in die Kleine Emme gespült.
Der Abfluss der Gewässer aus den Alpen und dem Schweizer Mittelland ließ unterhalb der Aaremündung bei Koblenz AG die Wasserführung des Rheins stark anwachsen. Die aus dem Jura abfließende Birs überflutete flussnahe Gebiete bei Basel und verstärkte das Rheinhochwasser noch. Wegen des Hochwassers im Rhein musste die Stadt Basel die Uferpromenaden sperren, und am 13. Juli wurde die Rheinschifffahrt unterhalb von Birsfelden und am Oberrhein eingestellt. Das führte zu Lieferausfällen in den Basler Rheinhäfen und zu Verspätungen im Frachtverkehr. Die Schifffahrt stand auch auf dem Vierwaldstättersee, dem Thunersee und dem Bielersee still.

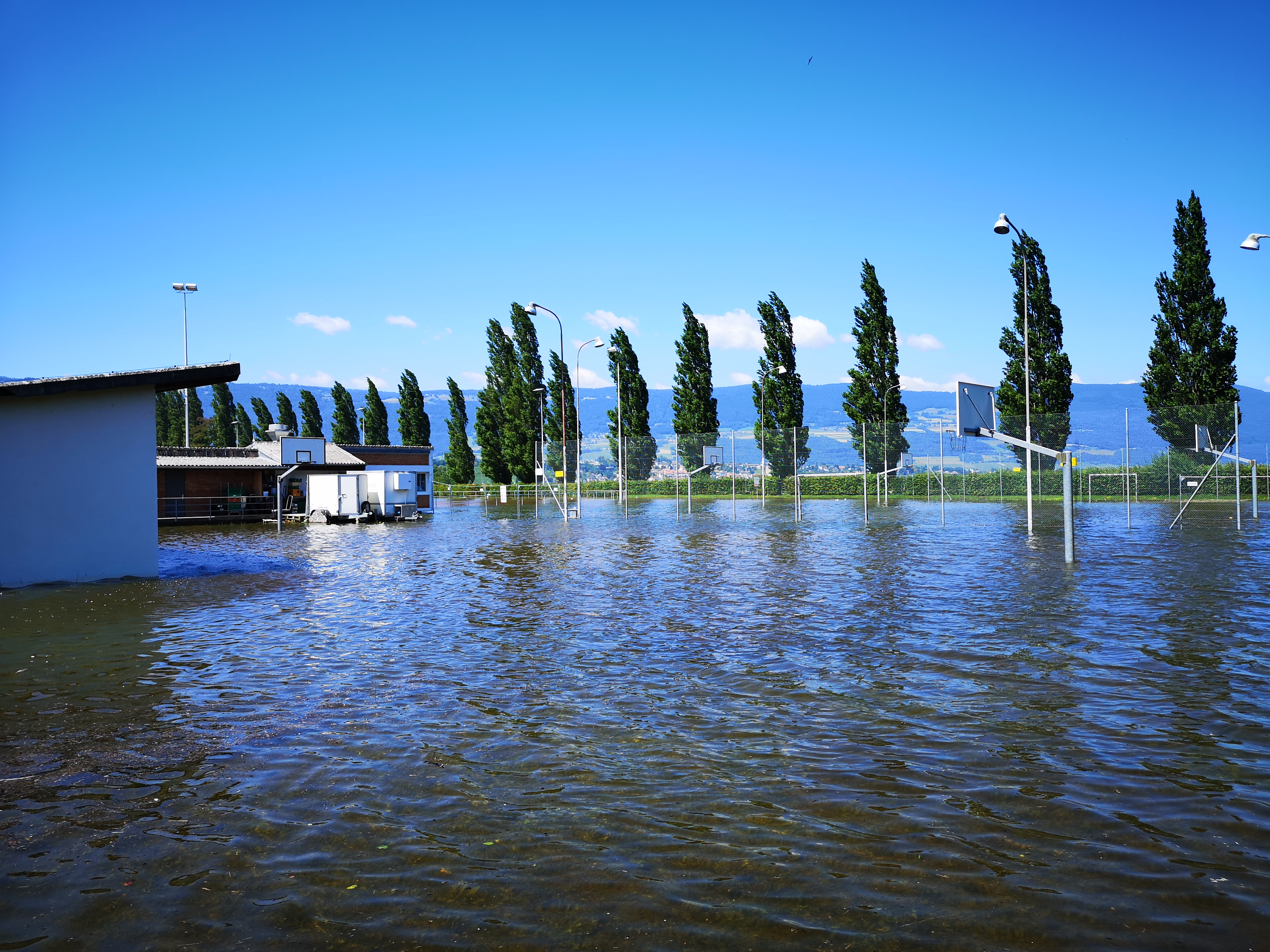
Überschwemmung in Yverdon-les-Bains

Der Bielersee stieg wegen des Zuflusses aus der Aare, der Zihl und der Schüss und infolge der Juragewässerregulierung im Regulierwehr Port nach mehreren Tagen über die Schadensgrenze und trat bei Nidau und Biel/Bienne über die Ufer. Der See erreichte einen bisher nicht erreichten Höchststand. Daraufhin begann das Wasser aus dem Bielersee, wie gemäß dem Konzept der zweiten Juragewässerkorrektion vorgesehen, durch den Zihlkanal im Westen orographisch gesehen rückwärts in den Neuenburgersee zu fließen, der zuvor noch kein Hochwasser führte. Mit dem Zustrom aus dem Bielersee stieg auch der Wasserstand im Neuenburgersee, der schließlich die Uferregion in Yverdon-les-Bains mit verschiedenen Sportanlagen sowie einen Campingplatz überflutete. Das Wasser im Bielersee stand ebenfalls in der Nacht vom 16. zum 17. Juli auf dem höchsten Niveau mit 430,94 m ü. M. und sank am folgenden Tag wegen des Abflusses durch den Nidau-Büren-Kanal und den Zihlkanal rasch um etwa 30 Zentimeter. Als der Bielersee und der Neuenburgersee den gleich hohen Wasserstand erreicht hatten, blieb das Hochwasser über längere Zeit stabil und die überschwemmten Ufergebiete standen weiterhin unter Wasser. Der Neuenburgersee erreichte mit dem allmählichen Einströmen des Hochwassers am 19. Juli 2021, also fast eine Woche nach dem Einsetzen des starken Regens in der Schweiz, den rekordhohen Wasserstand von 430,72 m ü. M. Vom Neuenburgersee floss das Hochwasser noch weiter in den Murtensee, an dessen Ufer mehrere Abschnitte und der Campingplatz von Salavaux überschwemmt wurden. Noch am 19. Juli galt für den Bielersee die höchste Warnstufe und ein Verbot des Wassersports. Am 24. Juli war der Seespiegel dank dem Abfluss zur Aare auf 430,34 m ü. M. gesunken und lag noch im oberen Bereich der Gefahrenstufe 3. Viele Gebäudekeller in der Umgebung des Sees standen wegen des stark angestiegenen Grundwasserspiegels noch immer unter Wasser und konnten von der Feuerwehr noch nicht ausgepumpt werden. Die Seepolizei und das Amt für Wasser und Abfall entfernten viel Schwemmholz aus dem See. Um das Seehochwasser abzubauen, ließ das Regulierwehr Port mit einer besonderen Vereinbarung der betroffenen Kantone und des Bundes weiterhin einen höheren Abfluss in die Aare, als es das interkantonale Regulierreglement vorsieht. Erst am 29. Juli 2021 lagen der Pegel bei Ligerz am Bielersee und erst am 2. August auch der Pegel des Neuenburgersees und jener des Murtensees wieder unter der Gefahrenstufe 2.
In den Schaffhauser Gemeinden Schleitheim und Beggingen im Randental trat am 15. Juli der durch beide Ortschaften fließende Schleitheimer Bach infolge von Starkregen über die Ufer und richtete große Schäden an.
Im Einzugsbereich der Rhone traten die ersten schweren Unwetterschäden im Oberwallis auf. Murgänge trafen die Ortschaft Oberwald im Goms und verschütteten Verkehrswege und einen Teil der Siedlung. Die Strecke der Matterhorn-Gotthard-Bahn und die Passstraßen über die Grimsel, die Furka und den Nufenenpass wurden zeitweise gesperrt. Im Unterwallis kam es wegen des Rhonehochwassers zu lokalen Überschwemmungen. Die Kantonsstraße Lausanne–Vevey am Genfersee wurde durch einen Erdrutsch unterbrochen. Der Genfersee führte Hochwasser, das verstärkt wurde, als der Abfluss beim Stauwerk von Seujet zum Schutz der von der Überflutung bedrohten Gegend flussabwärts zeitweise gedrosselt wurde. Unterhalb des Ausflusses der Rhone aus dem See in Genf verursachten die Fluten der Rhone und jene des aus Savoyen kommenden Nebenflusses Arve bei der Einmündung eine Überschwemmung im Stadtquartier Jonction.

### Slowakei
Durch die starken Regenfälle in Deutschland und Österreich, aber auch durch Stürme am 18. Juli im eigenen Land stiegen auch in der Slowakei die Wasserpegel von Donau und March. So hatte die Donau am Morgen des 19. Juli in der Hauptstadt Bratislava einen Pegel von 7,03 Metern und die March in Devínska Nová Ves einen von etwa 5,28 Metern. Von Überflutungen waren vor allem die südlichen Stadtteile der Hauptstadt sowie eine Unterführung bei der Wirtschaftsuniversität Bratislava betroffen.

### Tschechien
Die Tschechische Republik wurde am Abend des 18. Juli überwiegend in Nordböhmen durch heftige Regenfälle heimgesucht. Dabei wurden Einwohnern der Regionen Liberec und Ústí nad Labem vom Staat finanzielle Unterstützung durch Soforthilfe von maximal 57.900 Kronen zugesichert. Besonders betroffen waren vor allem die Gemeinden Dolní Poustevna und Lobendava an der unmittelbaren Grenze zu Sachsen. Zahlreiche Einwohner in den Gemeinden bei Česká Lípa mussten evakuiert werden. Im Südwesten von Böhmen gab es wegen des Hochwassers durch den Fluss Otava Warnstufe 3.

### Ungarn
Auch in Ungarn kam es landesweit in mehreren Orten durch Starkregen zu Überschwemmungen, darunter in Győr, Mohács und Kecskemét. In mehreren Bezirken der Hauptstadt Budapest regnete es stellenweise innerhalb weniger Stunden bis zu 100 Millimeter. An der Donau bei Nagybajcs wurde die dritte Warnstufe ausgerufen.

## Schutz- und Rettungseinsatz

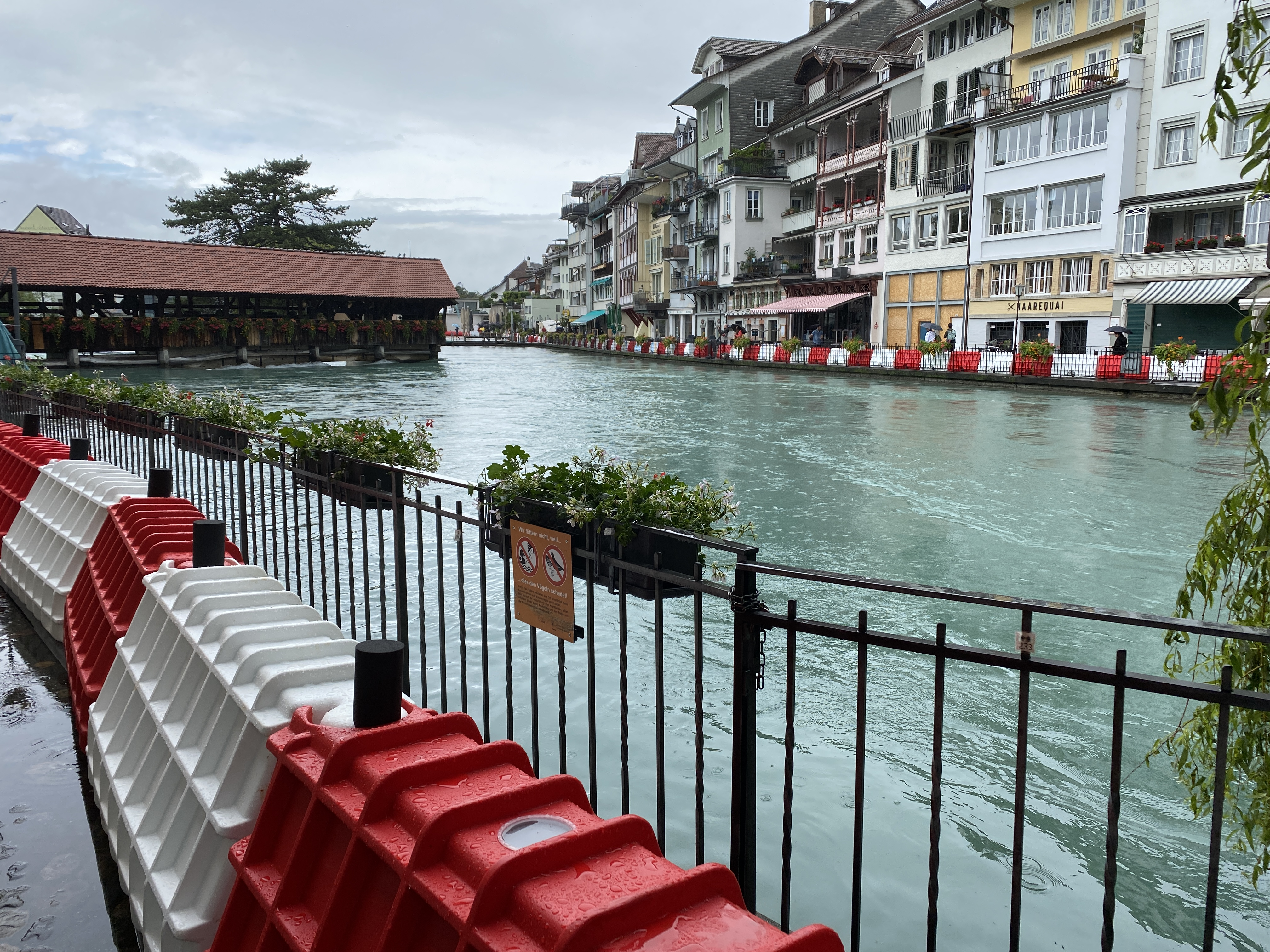
Mobile Hochwassersperren in Thun

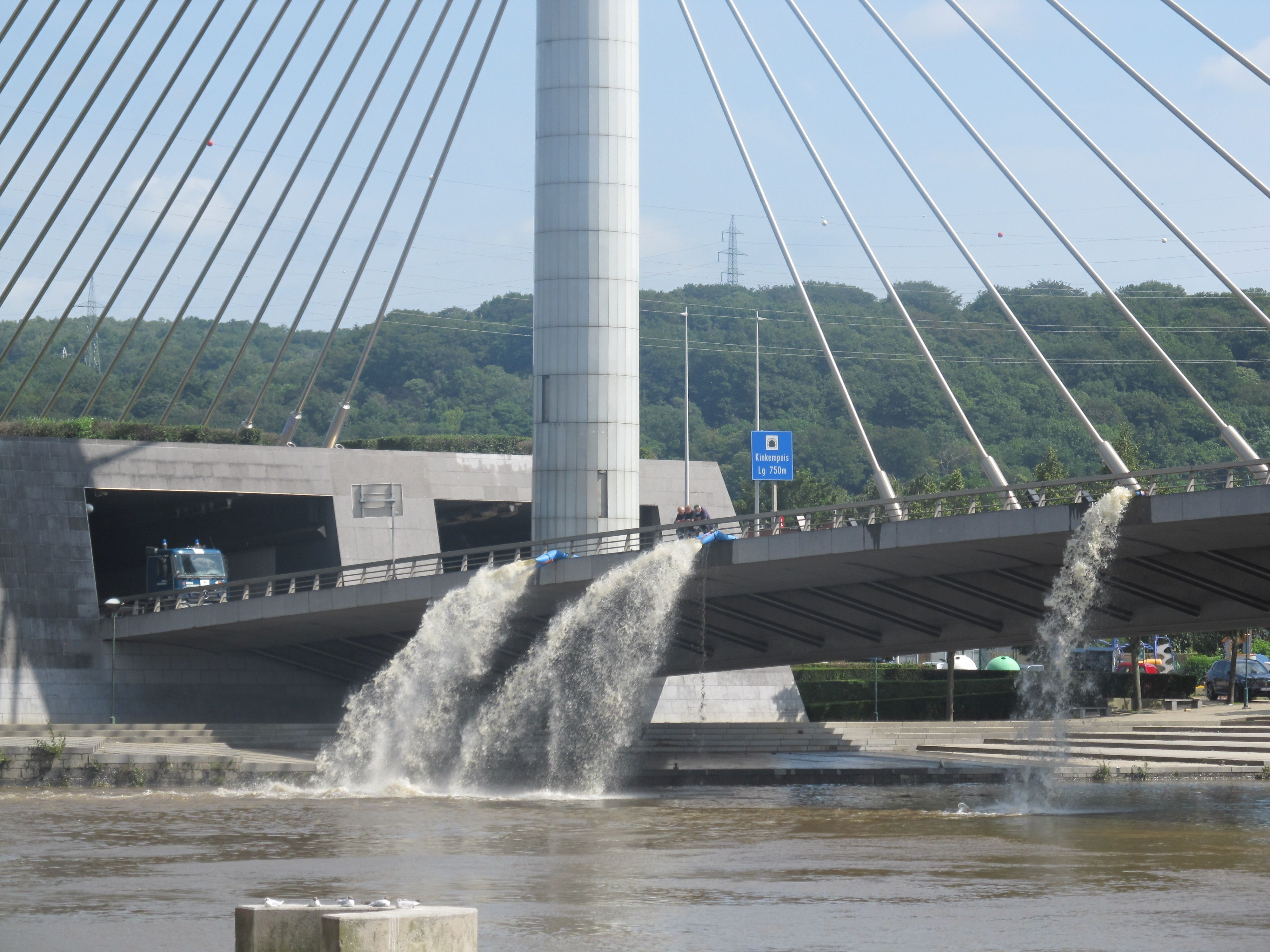
Auspumpen des gefluteten Kinkempoistunnels bei der Brücke Pont du Pays de Liège in Lüttich

Nachdem Belgien um Hilfe gebeten hatte, wurde bereits am 14. Juli 2021 der EU-Zivilschutz-Mechanismus aktiviert, woraufhin ein Hubschrauber und ein Hochwasser-Rettungsteam von Frankreich nach Belgien entsandt wurden. Zusätzlich boten Österreich und Italien auch Hochwasser-Rettungsteams an. Allein 120 Feuerwehrleute aus Niederösterreich kamen am 15. und 16. Juli 2021 mit 16 Fahrzeugen und 26 Rettungsbooten in Belgien zum Einsatz und halfen insbesondere in Theux bei der Kontrolle der überfluteten Häuser, bis Belgien den internationalen Einsatz für beendet erklärte. In Lüttich kamen 40 Einsatzkräfte des französischen Militärs zum Einsatz.
Der Copernicus-Katastrophen- und Krisenmanagementdienst der EU stellte detaillierte Satellitenkarten mit Lagebildern und Vorhersagen für die Einsatzkräfte aller betroffenen Gebiete in Mitteleuropa zur Verfügung. Der Dienst lieferte zeitnah, präzise und raumbezogene digitale Karten zur Abgrenzung der betroffener Gebiete und zur Planung der Hilfseinsätze. In Deutschland gingen die Daten an das Gemeinsame Melde- und Lagezentrum von Bund und Ländern (GMLZ).
Über die durch das Bundesamt für Bevölkerungsschutz und Katastrophenhilfe (BBK) bereitgestellte Warn-App NINA („Notfall-Informations- und Nachrichten-App“) wurden durch die Kreise und kreisfreien Städte diverse Warnmeldungen an die Bevölkerung geschickt. In der Flutnacht waren auch im Ahrtal nur wenige Handys eingeschaltet und das Mobilfunknetz rasch ausgefallen. Alarmläuten mit Glocken und der Einsatz von Alarmmeldern war nicht vorgeplant und erfolgte nicht. Der SWR alarmierte die Hörer nicht.
Die Stadt Wuppertal schaltete auf Eigeninitiative ihre Sirenen an, warnte mit Lautsprecherwagen und veranlasste eine Sondersendung im Lokalradio Radio Wuppertal.
Neben Ortsfeuerwehren unterstützten viele Feuerwehren aus benachbarten Kreisen die betroffenen Orte. Das Technische Hilfswerk (THW) wurde alarmiert und war zum Zeitpunkt 16. Juli 2021 mit knapp 2.100 Kräften aus etwa 165 Ortsverbänden in Nordrhein-Westfalen und Rheinland-Pfalz im Einsatz. THW-Einheiten aus allen acht THW-Landesverbände wurden zusammengezogen. Eineinhalb Wochen nach der Katastrophe waren etwa 4000 THW-Einsatzkräfte aus der ganzen Bundesrepublik in den von Hochwasser betroffenen Gebieten im Einsatz. Insgesamt waren mehr als 14.000 Einsatzkräfte mit mehr als 2.000.000 Einsatzstunden im Einsatz. Auch waren Einheiten des Katastrophenschutzes aus Bayern, Hessen, Niedersachsen und Hamburg in den Flutgebieten im Einsatz.
Am 14. Juli 2021 gingen die ersten Anträge auf Amtshilfe beim Kommando Territoriale Aufgaben der Bundeswehr ein. Bis zu knapp 900 Soldaten wurden in Rheinland-Pfalz und Nordrhein-Westfalen in den Einsatz geschickt.

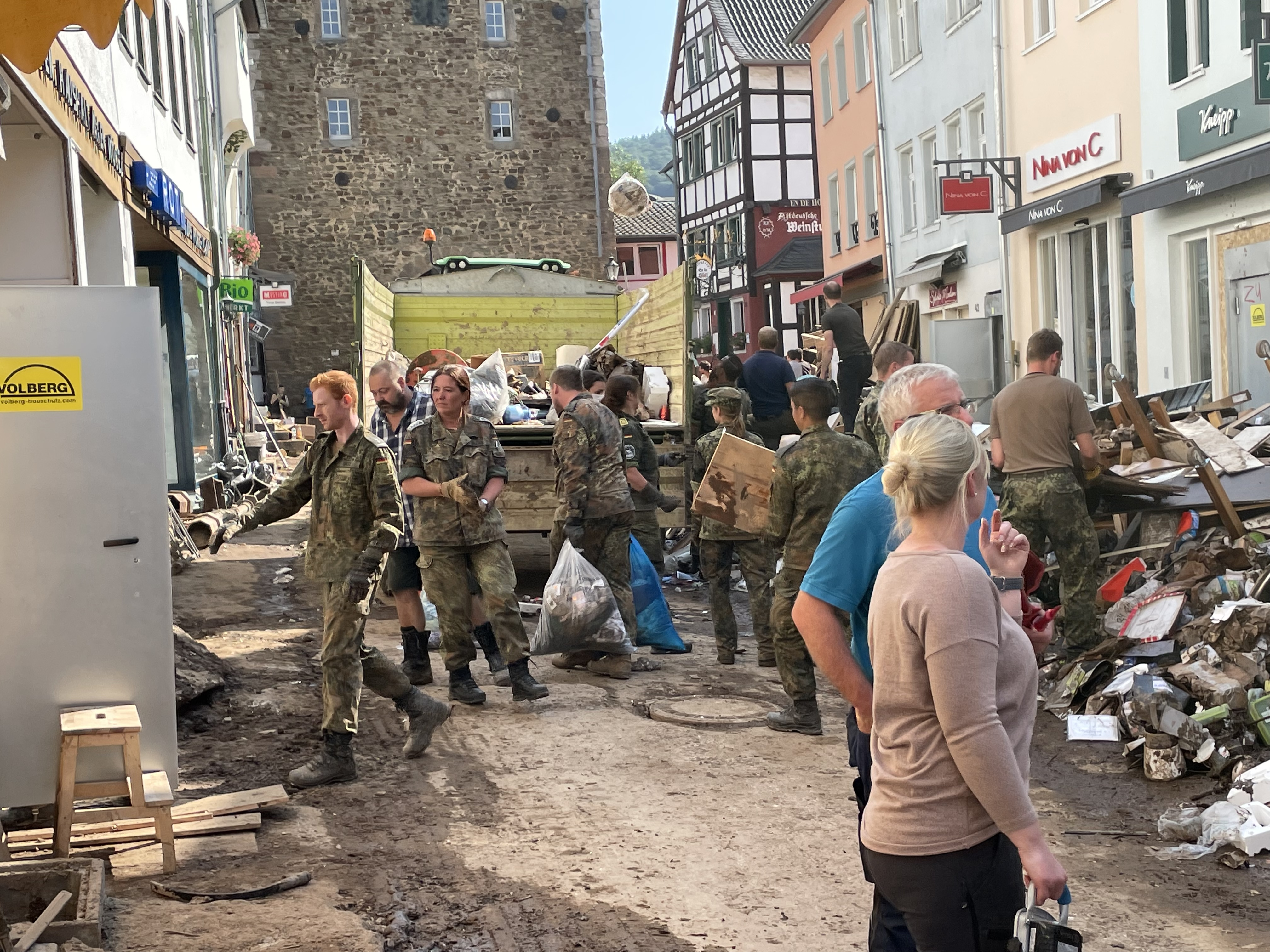
Bundeswehreinsatz in Bad Münstereifel

Die Einheiten unterstützten auch mit Bergepanzern, Transportpanzern, Brückenlegepanzer, mit Lastkraftwagen, Booten, Krankentransportern und Hubschraubern.

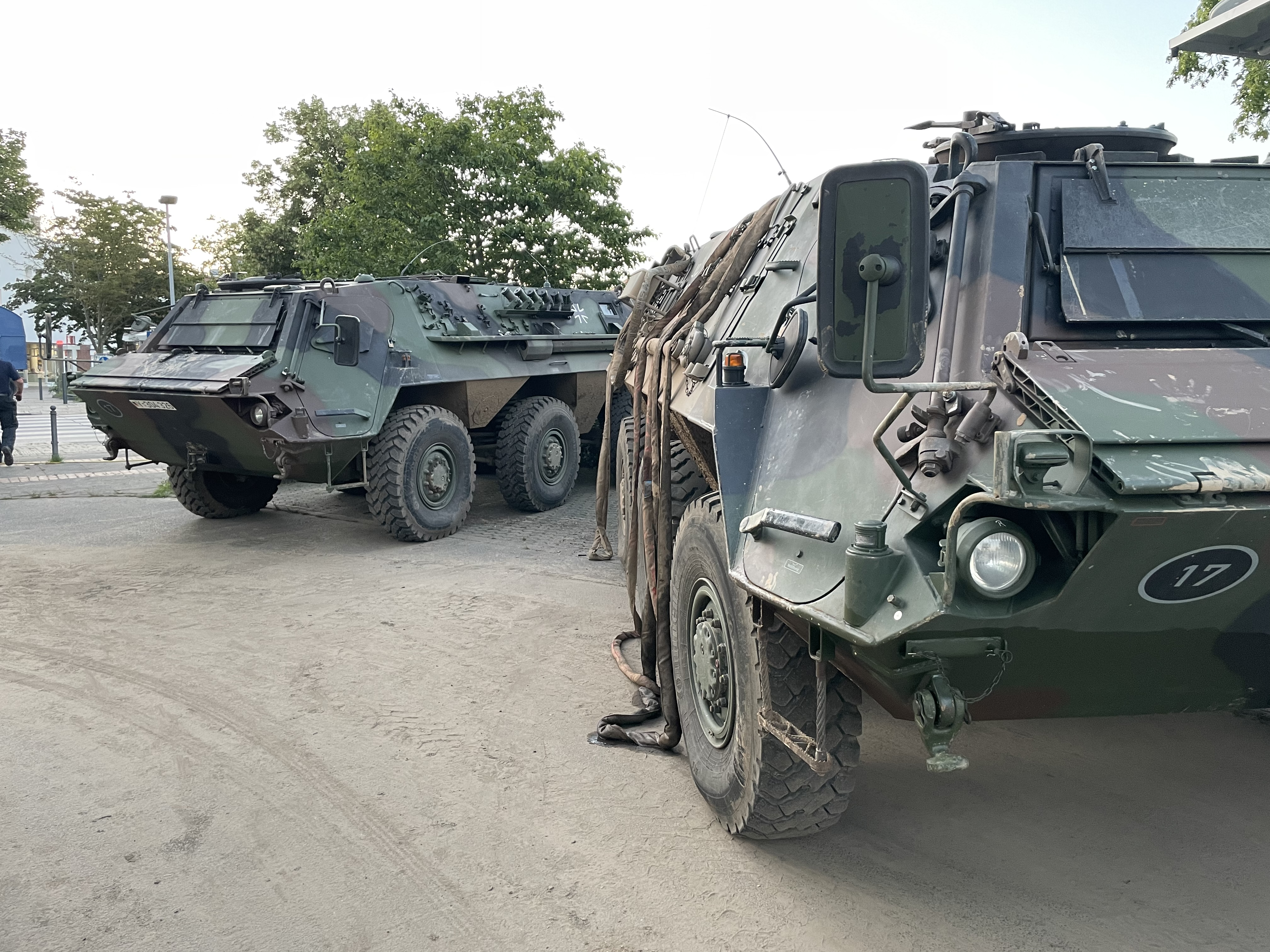
Bundeswehreinsatz mit schwerem Gerät in Erftstadt

Viele Landwirte, Lohnunternehmer und tausende freiwillige Helfer aus allen Bundesländern halfen mit Traktoren, Baggern, Radladern und anderen Mitteln in den betroffenen Gebieten. Sie arbeiteten ergänzend und unabhängig zu den Rettungskräften und transportierten Abfall aus den Gebieten ab. Auch noch Monate nach dem Hochwasser begaben sich täglich hunderte Menschen (an manchen Wochenenden Tausende) in die betroffenen Gebiete, um zu helfen.
Verschiedene Einsatzkräfte der sogenannten Blaulichtfamilie wurden in der Folge mit der Einsatzmedaille Fluthilfe 2021 ausgezeichnet.

## Politische und weitere Reaktionen

### Europäische Union
Die Präsidentin der Europäischen Kommission Ursula von der Leyen sagte den betroffenen Mitgliedstaaten, namentlich Belgien, Deutschland, Luxemburg und den Niederlanden, Hilfen zu.

### Belgien
In Belgien rief Premierminister Alexander De Croo am 16. Juli 2021 einen nationalen Trauertag für den 20. Juli 2021 (einen Tag vor dem Nationalfeiertag Belgiens) aus. Er sagte, dies seien wohl die „katastrophalsten Überschwemmungen“, die Belgien je erlebt habe. Es wurde von 12:01 bis 12:02 Uhr eine Schweigeminute angeordnet.

### Deutschland
Der Ministerpräsident Nordrhein-Westfalens Armin Laschet (CDU), Vizekanzler Olaf Scholz (SPD) und die Ministerpräsidentin von Rheinland-Pfalz Malu Dreyer (SPD) machten sich persönlich ein Bild der Lage in den Katastrophengebieten. Bundeskanzlerin Angela Merkel (CDU), die sich zu der Zeit bei einem Staatsbesuch in Washington, D.C. aufhielt, dankte den vielen Helfern für ihren Einsatz und erklärte, ihr Mitgefühl gelte den Angehörigen der Toten und Vermissten. Nach ihrer Rückkehr aus den Vereinigten Staaten besuchte sie in Begleitung von Malu Dreyer das Ahrtal und die Ortsgemeinde Schuld. Dort erklärte sie, die Bundesregierung werde den Verlauf der Flutkatastrophe untersuchen lassen und finanzielle Hilfe für die davon betroffenen Regionen bereitstellen; außerdem habe die Politik künftig stärker als bisher Rücksicht auf Natur und Klima zu nehmen. Laschet forderte mehr Vorsorge gegen Extremwetter. Da ihre Zunahme mit dem Klimawandel verbunden ist, bedeute das, „dass wir bei den Maßnahmen zum Klimaschutz mehr Tempo brauchen.“ Am selben Abend äußerte er aber auch den vielzitierten Satz „Weil jetzt so ein Tag ist, ändert man nicht die Politik“.
Auch Bayerns Ministerpräsident Markus Söder (CSU) versprach Hilfe für die betroffenen Länder. Die stellvertretende Ministerpräsidentin von Rheinland-Pfalz, Anne Spiegel (Grüne), reiste zu den Hochwasserereignissen nach Trier und Kordel. Das Beispiel Trier-Ehrang habe gezeigt, so Spiegel, dass die Hochwasserschutzmaßnahmen des Landes und die der Kommunen nicht ausreichten. Kanzlerkandidatin Annalena Baerbock (Grüne) reiste am 16. Juli in die betroffenen Gebiete. Dabei verzichtete sie jedoch auf Begleitung durch Pressevertreter, um nicht den Eindruck zu erwecken, sie betreibe Wahlkampf. Dazu sei die Lage dort zu ernst, hieß es aus Parteikreisen.
Der sogenannte „Laschet-Lacher“ vom 17. Juli 2021 während der Rede des Bundespräsidenten Frank-Walter Steinmeier im Flutgebiet in Nordrhein-Westfalen beeinflusste den Wahlkampf zur Bundestagswahl 2021 erheblich. Anschließend brachen die Umfragewerte der CDU/CSU ein.
Der klimapolitische Sprecher der AfD Karsten Hilse sah den Starkregen, der zu den Hochwassern führte, als „natürliches Phänomen“. Menschengemachte Emissionen hätten dabei keine Rolle gespielt. Es habe in der historischen Vergangenheit schon immer „verheerende Katastrophen“ gegeben, dass andere Parteien nun das Leid der Menschen ausnutzen würden, um eigene politische Ziele zu verfolgen, verurteile er.
Der Deutsche Städte- und Gemeindebund forderte am 16. Juli 2021 schnelle Hilfen von Bund und Ländern. Notwendig seien auch verkürzte Planungsverfahren für Klima- und Katastrophenschutzprojekte.
Der Bund für Umwelt und Naturschutz Deutschland (BUND) forderte angesichts der Katastrophe einen konsequenten Ausbau des ökologischen Hochwasserschutzes, um derartige Ausmaße in Zukunft zu verhindern. Überflutungsflächen müssten hierfür konsequent ausgewiesen werden und dürfen nicht bebaut, landwirtschaftlich genutzt oder durch Straßenbau versiegelt werden. Intakte Flussauen sollten vor menschlichen Eingriffen geschützt werden, um im Falle einer Überflutung als natürlicher Rückhalt zu funktionieren. Für einen wirkungsvollen Schutz müsste eine umfangreiche Renaturierung erfolgen, die sowohl Fließgewässer als auch Moore einschließt. Für diese Maßnahmen regt der BUND an, die Bundesregierung solle durch die Länderregierungen umgehend Gelder für ökologisch vertretbare Renaturierungsmaßnahmen bereitstellen. Der ökologische Hochwasserschutz solle sich dabei nicht nur auf die großen Flüsse beschränken, sondern auch kleinere Fließgewässer einschließen, um Hochwasserschäden in Zukunft deutlich zu verringern.
Verschiedene Vereinigungen und Organisationen riefen zu Spenden für die Geschädigten auf. Die Aktion Deutschland Hilft, das Bündnis aller großen deutschen Hilfsorganisationen, startete eine Spendenkampagne für die Hochwasseropfer.
Laut Deutschem Hotel- und Gaststättenverband (DEHOGA) hätten einige Touristen Buchungen in nicht betroffenen Landesteilen storniert, da beispielsweise das gesamte Rheinland-Pfalz als Katastrophengebiet betrachtet worden sei. Dabei waren einige Betriebe der betroffenen Gebiete, wie etwa im Moseltal, bereits wieder geöffnet worden. Der DEHOGA-Präsident Gereon Haumann gehe jedoch davon aus, dass im schwer getroffenen Landkreis Ahrweiler innerhalb der nächsten zwölf Monate nahezu keine Gäste bedient oder beherbergt werden könnten.
Um die Schäden durch das Juli-Hochwasser insbesondere in Rheinland-Pfalz und Nordrhein-Westfalen zu bewältigen, wurde mit dem Aufbauhilfefonds-Errichtungsgesetz 2021 vom 10. September 2021 (BGBl. I S. 4147) ein Sondervermögen „Aufbauhilfe 2021“ errichtet. Außerdem wird durch das Gesetz zur vorübergehenden Aussetzung der Insolvenzantragspflicht wegen Starkregenfällen und Hochwassern im Juli 2021 (BGBl. I S. 4147, 4149) die Insolvenzantragspflicht in den betroffenen Gebieten ausgesetzt. Der Aufbaufonds wird als Sondervermögen des Bundes errichtet und durch den Bund mit bis zu 30 Milliarden Euro ausgestattet. An der Rückzahlung beteiligen sich die Länder dann hälftig, indem sie bis zum Jahr 2050 Anteile am Umsatzsteueraufkommen an den Bund abtreten. Das Geld soll geschädigten Privathaushalten, Unternehmen und anderen Einrichtungen zugutekommen sowie zur Wiederherstellung der Infrastruktur eingesetzt werden. Der Wiederaufbau von Infrastruktur des Bundes, wie Bundesstraßen, wird gesondert durch den Bund finanziert.

### Luxemburg
Am 16. Juli hat Großherzog Henri zusammen mit Innenministerin Taina Bofferding und dem Chef des Großherzoglichen Feuerwehr- und Rettungskorps Paul Schroeder die vom Hochwasser getroffenen Gebiete in Vianden und Echternach besucht und hat sowohl mit den dortigen Bürgermeistern als auch mit Einwohnern der Gemeinden gesprochen.
Unternehmen, die von den Unwettern am 14. und 15. Juli betroffen gewesen sind, können laut Ministerium und dem Wirtschaftsministerium für Arbeit vom 27. bis zum 31. Juli online einen Antrag auf Kurzarbeit stellen.
Laut dem Verband der Luxemburger Sportfischer (FLPS) hat es nach dem Hochwasser vielerorts Fischsterben gegeben, da Wassertiere nicht mehr den Weg zu den Bächen und Flüssen gefunden haben.

### Weitere Länder der Europäischen Union
Frankreich, Italien und Österreich boten Belgien Hilfe durch Rettungsteams an. Frankreich entsandte Unterstützung nach Belgien.
Der polnische Ministerpräsident Mateusz Morawiecki hatte am 17. Juli Deutschland und Belgien Hilfe angeboten, wohingegen der Staatspräsident Andrzej Duda bereits am Tag zuvor seine Anteilnahme ausgesprochen hatte. Ebenfalls Unterstützung und Hilfe für Deutschland boten der ungarische Staatspräsident János Áder und Ministerpräsident Viktor Orbán an. Die Burg im slowakischen Bratislava wurde als Zeichen der Solidarität in den Farben der Flagge Deutschlands angestrahlt.

### Schweiz
Bundespräsident Guy Parmelin (SVP) besuchte Biel/Bienne und Luzern und machte sich ein Bild von der Situation. Bundesrätin Simonetta Sommaruga (SP) machte sich ein Bild von der Aare in Bern, so am Matte-Quartier.

### International
Minister Fidelis Leite Magalhães bekundete im Namen der Regierung die Solidarität Osttimors mit Deutschland und Belgien und sprach den Betroffenen sein Beileid aus. Osttimor war im April selbst von einer Überschwemmungskatastrophe getroffen worden. Weitere Beileidsbekundungen und Anteilnahme gab es u. a. vom norwegischen König Harald V., dem Präsidenten der Vereinigten Staaten, Joe Biden, dem russischen Präsidenten Wladimir Putin, dem britischen Prinzen William und seiner Frau Herzogin Kate oder auch vom Präsidialamt und Außenministerium Taiwans.
Das Rathaus von Tel Aviv-Jaffa leuchtet im Zeichen der Solidarität in deutschen Farben.
Der Vorsitzende des Türkischen Roten Halbmonds Kerem Kınık ruft türkischstämmige Bürger auf, das Deutsche Rote Kreuz zu unterstützen.

## Nicht-staatliche Unterstützung für Betroffene
Verschiedene Vereinigungen und Organisationen riefen zu Spenden für die Geschädigten auf. Die Aktion Deutschland Hilft, das Bündnis aller großen deutschen Hilfsorganisationen, startete eine Spendenkampagne für die Hochwasseropfer. Nach der Katastrophe gingen allein aus Deutschland Privatspenden in Höhe von 631 Millionen Euro ein.
Der DGB und seine Mitgliedsgewerkschaften riefen zu Spenden auf. ver.di richtete ein Soforthilfeprogramm für Mitglieder ein.
Die Vereinte Evangelische Mission (VEM) stellte 45.000 Euro als Soforthilfe bereit. Mit dem Geld werden die Notprogramme der Evangelischen Kirche im Rheinland und der Evangelischen Kirche von Westfalen unterstützt. Ein Anteil von 20.000 Euro stammt von 14 afrikanischen VEM-Mitgliedskirchen in Botswana, der Demokratischen Republik Kongo, Kamerun, Ruanda, Südafrika und Tansania.
Der Sozialverband Deutschland sammelt Spenden, die Pflegeheimen in den betroffenen Gebieten zugutekommen.

## Aufarbeitung

### Unwetterwarnung
Das Europäische Hochwasserwarnsystem EFAS (European Flood Awareness System) hatte frühzeitig vor extremen Überschwemmungen gewarnt. Die Qualität der Wettervorhersagen ist den letzten Jahrzehnten immer besser geworden; dreißig europäische Länder arbeiten dazu in der Organisation EUMETSAT zusammen.
In Deutschland, der Schweiz und Österreich gibt es ein flächendeckendes System von Niederschlagsradarstationen. Internationale Experten kritisierten, dass trotz der Warnungen die Zahl der Toten so hoch ist. Die Notfallpläne mancher Kommunen erwiesen sich angesichts der Schwere von Hochwasser und Sturzfluten als unzureichend; einige wurden unvorbereitet getroffen.
EFAS gab zu Beginn der Kalenderwoche 28 eine „extreme Flutwarnung“ heraus. Vier Tage vor den verheerendsten Überschwemmungen warnten die Regierungen der Bundesrepublik und Belgiens offiziell vor Hochwasser an Rhein und Maas. Am 14. Juli 2021 wurden den deutschen Stellen präzise Vorhersagen und Karten übermittelt, welche Kreise von Hochwasser betroffen sein würden. Darunter waren auch die Gebiete an der Ahr, in denen 133 Menschen durch das Hochwasser starben.
Der Deutsche Wetterdienst (DWD) erklärte, er habe die Warnungen an die zuständigen lokalen Behörden weitergeleitet, die für etwaige Evakuierungen verantwortlich sind. In einigen Gemeinden wurde daraufhin Sirenenalarm ausgelöst; die meisten Landkreise haben keine Sirenen mehr. Im Rheinisch-Bergischen Kreis wurden die Sirenen laut Medienberichten bewusst nicht aktiviert, weil die Überlastung des Notrufs 112 durch Nachfragen befürchtet würde.
Zudem gaben in Deutschland DWD und BBK eigene Meldungen – insbesondere als Push-Nachrichten über Warn-Apps wie NINA – heraus, darunter Warnungen der höchsten Gefahrenkategorie für die Eifel und Mosel. Allerdings erreichten diese Mitteilungen nur Smartphone-Besitzer, die eine Warn-App aktiv installiert hatten. Informationstechnikexperten kritisierten, dass in Deutschland der Versand von Textnachrichten an alle in einer Funkzelle eingewählten Mobiltelefone (englisch Cell Broadcast) bisher nicht zur Warnung der Bevölkerung in Katastrophenfällen eingesetzt wird, obwohl die Richtlinie (EU) 2018/1972 (EECC-Richtlinie) seit 2018 den Einsatz solcher „digitaler Sirenen“ empfiehlt. Viele andere europäische Länder nutzen Cell Broadcast.
Als Reaktion gab das Bundesministerium des Innern, für Bau und Heimat (BMI) im Juli 2021 die Einführung von Cell Broadcast in Auftrag.

### Bevölkerungsschutz
Fachleute kritisierten große Lücken im Katastrophenschutz und einen mangelhaften Bevölkerungsschutz in Deutschland. Die Hydrologin Hannah Cloke von der britischen Universität Reading erhob schwere Vorwürfe gegen den Katastrophenschutz in Deutschland. Die Warnung des europäischen Hochwasserwarnsystems sei in der „extremen Kategorie“ gewesen, was Lebensgefahr bedeute. Es sei demzufolge die Aufgabe der nationalen Behörde gewesen, entsprechend zu reagieren. Bei so klaren Informationen würden sich die Behörden normalerweise auf Evakuierung einrichten. „So funktioniert Katastrophen-Risikomanagement“, sagte sie gegenüber der belgischen Wochenzeitung Politico. Cloke sieht in Deutschland Versagen auf mehreren Ebenen: Es fehle an einer bundesweit einheitlichen Herangehensweise an Flutrisiken, es brauche unterschiedliche Flutpläne für verschiedene Szenarien. Cloke sagte gegenüber Politico: „Ich hätte erwartet, dass Menschen evakuiert werden – und nicht, dass im Jahr 2021 so viele Menschen in einer Flut sterben.“
Kritisiert wurde, dass Evakuierungen in Deutschland, wenn überhaupt, sehr spät durchgeführt wurden. Im belgischen Lüttich wie auch in mehreren gefährdeten Ortschaften in Luxemburg hatten hingegen die Behörden prophylaktisch Evakuierungen umgesetzt. Im Landkreis Ahrweiler wurde der Landrat Jürgen Pföhler (CDU) kritisiert, erst viel zu spät die Flutkatastrophe ausgerufen und eine Teilevakuierung angeordnet zu haben. Der Landkreis wurde präzise mehrfach vom zuständigen Landesamt für Umwelt Rheinland-Pfalz vor der Flutkatastrophe gewarnt. So meldete das Landesamt für Umwelt am 14. Juli gegen 21:30 Uhr einen zu erwartenden Pegelstand von fast sieben Metern. Als Pföhler erst um ca. 23:15 Uhr den Katastrophenfall ausrief, wurden bereits Häuser von den Wassermassen mitgerissen. Im Landkreis Ahrweiler gab es mehr als 130 Tote bei der Flutkatastrophe. Uwe Kirsche vom Deutschen Wetterdienst (DWD) sagte der New York Times, die Warnungen seien bei den lokalen Behörden angekommen, die Frage sei aber, warum diese nicht früher evakuiert hätten. Das länderübergreifende Hochwasserportal (eine Dienstleistung zur Information der Bevölkerung zu Hochwasserlagen in Deutschland und der Schweiz) warnte sowohl im Internet als auch per App vor steigenden Pegelständen. Jedoch gab es mindestens einen Fall, in denen die von dem Portal prognostizierten Pegelstände, die deutlich über dem sogenannten Jahrhunderthochwasser von 2016 lagen, außerhalb der Vorstellungskraft eines verantwortlichen Bürgermeisters lagen und geglaubt wurde, dass keine Evakuierung nötig sei. Dies lag auch daran, dass in seiner Ortsgemeinde Mayschoß nach dem Hochwasser 2016 ein Gutachten zu Starkregen und Hochwasserschutz erstellt worden war, in dem von niedrigeren Höchstpegelständen ausgegangen worden war und die Gemeinde darauf basierend Schutzvorkehrungen getroffen hatte.
Der Bürgermeister der stark betroffenen Verbandsgemeinde Trier-Land, Michael Holstein (Freie Wähler), kritisierte die mangelnde Ausstattung des Katastrophenschutzes. Die Flutkatastrophe habe gezeigt, dass die Einsatzkräfte unterfinanziert seien, sagte er dem Südwestrundfunk. In Kordel seien die Einsatzkräfte nur mit Hilfe der Bundeswehr in ausreichender Zahl zum Einsatzort gekommen. Schweres Gerät, um die zahlreichen Hangrutsche freizuräumen, sei in der Region nicht vorhanden und erst nach zweistündiger Fahrt aus dem Norden von Rheinland-Pfalz in Kordel eingetroffen. Da künftig mit noch mehr Hochwasserkatastrophen zu rechnen sei, forderte er mehr Personal und Ausrüstung für den Bevölkerungsschutz vor Ort.
Die Auswertung von täglichen Lageberichten über die Woche der Flutkatastrophe zeigt auf, dass das Bundesamt für Bevölkerungsschutz und Katastrophenhilfe „vom Ausmaß der Flutkatastrophe offenbar überrascht“ war. Der Westdeutsche Rundfunk beantragte im Rahmen des Informationsfreiheitsgesetzes beim Bundesministerium des Innern, für Bau und Heimat (BMI) Einsicht in die Dokumente.

### Berichterstattung
Kritik wurde auch an der Hochwasser-Berichterstattung des Westdeutschen Rundfunks (WDR) geübt. Während sich die Katastrophe in Nordrhein-Westfalen in der Nacht ereignete, sendete der WDR eine Dokumentation über die Olympischen Sommerspiele und informierte etwa drei Stunden lang nur sporadisch über die Hochwasserlage. Ein Tickerband wurde erst gegen 01:20 Uhr eingeblendet. Thomas Lückerath kritisierte dies im Onlinemagazin DWDL.de in dem vielbeachteten Kommentarartikel Unterlassene Hilfeleistung: WDR lässt den Westen im Stich. Später erklärte der Sender, er habe aus dem Studio in Wuppertal nicht senden können, weil es selbst vom Unwetter betroffen gewesen sei. Zugleich gab der WDR zu, dass die Berichterstattung nicht ausreichend gewesen sei. Die RTL-Reporterin Susanna Ohlen geriet in Kritik, weil sie vor einer Live-Reportage in Bad Münstereifel ihr Gesicht mit Schlamm beschmiert hatte. Dies hatte eine Person gefilmt und online veröffentlicht.

### Politische Aufarbeitung
Im Landtag NRW beantragten die Fraktionen der Grünen und SPD einen Untersuchungsausschuss, um zu klären, ob und warum die Landesbehörden die Warnungen nicht früher weitergegeben haben und ob sie die Kommunen genug unterstützt haben. Im März 2022 wurden SMS öffentlich, die Anne Spiegel als rheinland-pfälzische Umweltministerin mit ihrem Pressesprecher austauschte und die dem Untersuchungsausschuss 18/1 des Landtags zur Flutkatastrophe in Rheinland-Pfalz vorliegen. Sie legen nahe, dass die Landesregierung nicht rechtzeitig auf die Flut reagiert und die damalige Umweltministerin Spiegel sich am Morgen nach der Flutwelle vor allem um ihr Image gesorgt habe.
Nach Recherchen des Kölner Stadtanzeigers wurde bekannt, dass die damalige nordrhein-westfälische Umweltministerin Ursula Heinen-Esser während der Flutkatastrophe überwiegend im Homeoffice auf Mallorca gearbeitet hatte, anstatt in den betroffenen Gebieten vor Ort zu sein. Zudem habe sie dort mit weiteren Kabinettsmitgliedern, darunter Kommunalministerin Ina Scharrenbach, eine Party anlässlich des Geburtstages ihres Ehemannes gefeiert. Nachdem Forderungen nach persönlichen Konsequenzen durch den als „Mallorca-Affäre“ bekannt gewordenen Vorfall von ihr zunächst abgelehnt worden waren, trat Heinen-Esser am 7. April 2022, einige Wochen vor der Landtagswahl am 15. Mai, von ihrem Ministeramt zurück.
Am 12. Oktober 2022 gab Roger Lewentz bekannt, von seinem Amt als rheinland-pfälzischer Innenminister zurückzutreten. Grund für seinen Rücktritt war anhaltende Kritik im Zusammenhang mit seiner Rolle während der Flutkatastrophe. Lewentz kam damit einer geplanten Debatte zum selben Thema im Landtagsplenum zuvor, die auf Antrag der Oppositionsfraktionen von CDU und Freien Wählern angesetzt war. Er stand auch durch kürzlich bekannt gewordene Polizeivideos aus der Katastrophennacht in der Kritik, die Menschen in höchster Not zeigen. Das Innenministerium gab an, dass ein Lagebericht zur Situation im Ahrtal am 15. Juli um 0:53 Uhr per E-Mail im Lagezentrum einging. Lewentz selbst habe der Bericht in der Nacht aber nicht vorgelegen. Seit Oktober 2021 arbeitet ein rheinland-pfälzischer Untersuchungsausschuss die Geschehnisse zur Katastrophe auf.

### Strafrechtliche Aufarbeitung
In der unzureichenden Warnung der Bevölkerung sah die Staatsanwaltschaft Koblenz den Anfangsverdacht der fahrlässigen Tötung und fahrlässigen Körperverletzung durch Unterlassen als gegeben an und leitete Ermittlungen gegen den Landrat des Landkreises Ahrweiler und ein Mitglied des Krisenstabes, welches „zumindest zeitweise“ den Einsatz geleitet hatte, ein. Sie betonte in einer Pressemitteilung ausdrücklich „die hinsichtlich der Beschuldigten bestehende Unschuldsvermutung in besonderer Weise“.

### Konsequenzen
Auch unter dem Eindruck der Probleme bei der Alarmierung der Bevölkerung während dieser Hochwasserkatastrophe legte der Bund 2021 ein Sirenenförderungsprogramm auf. Der Abbau zahlreicher Sirenen und weiterer Zivilschutzeinrichtungen nach dem Ende des Kalten Krieges erwies sich bei der flächendeckenden Alarmierung vor Gefahren für die Bevölkerung als nachteilig. Darum werden Gemeinden und Landkreisen beispielsweise pro Neubau einer Sirene auf einem Gebäude oder pro Ertüchtigung einer auf einem Gebäude vorhandenen Sirene bis zu 10850 Euro Unterstützung gewährt, für Sirenen, die auf eigens dafür errichteten Masten stehen, noch mehr. Bis April 2022 investierte der Bund auf diese Weise bereits 88 Millionen Euro in den Ersatz von in den letzten Jahrzehnten abgebauten oder in die Modernisierung noch vorhandener Sirenen. Es werden mit dieser Kampagne allerdings nur elektronische Sirenen, keine Motorsirenen, gefördert. Nach einer Meldung des WDR hat die Bezirksregierung Köln ein neues Gebiet für die Erft festgelegt, in dem mit Überschwemmungen zu rechnen ist. Dieses beruht auf den Beobachtungen aus dem Hochwasserereignis und Computersimulationen. Es ist gegenüber dem vorherigen deutlich ausgeweitet, was sich als nötig herausstellte, da der tatsächliche Abfluss der Erft am Pegel Bliesheim ca. 520 m³/s betrug, was das ungefähr fünffache des vorher angenommenen schlimmsten Falles mit 100 m³/s ist.

## Wiederaufbau

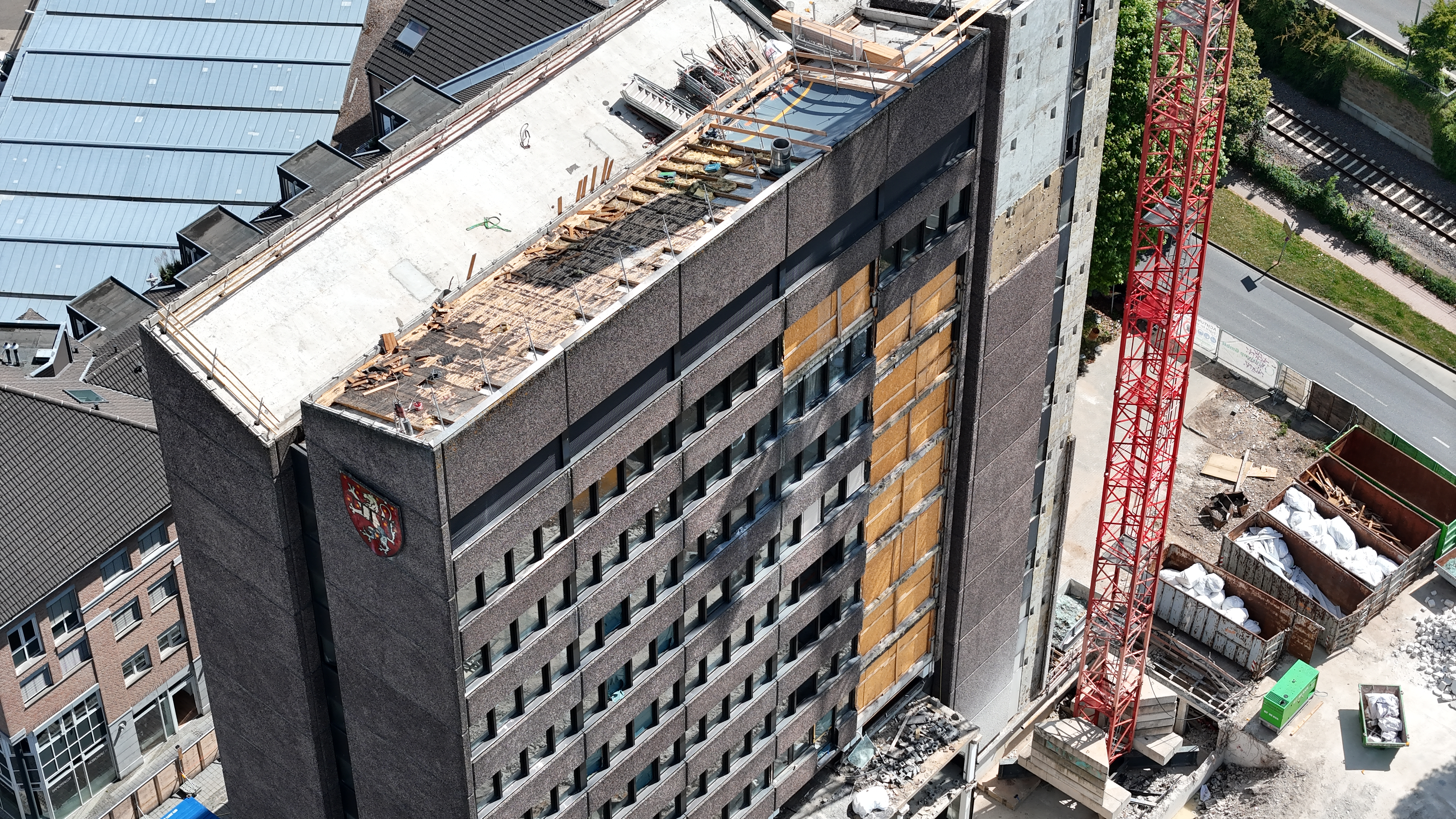
Rückbau zum Abriss des Stolberger Rathauses (Juni 2025)

### Ausbleiben der versprochenen schnellen und unbürokratischen Hilfe
Nach der Flut versprachen Bundes- und Landespolitiker zwar schnelle und unbürokratische Finanzhilfen, da es aber an Gutachtern fehlte, die Anträge auf solche Finanzhilfen korrekt begründen können, mussten sich die Flutopfer ohne fachkundige Unterstützung allein den komplizierten Anträgen widmen.

### Hochwasserschutz beim Wiederaufbau
Mit Stand 2023 wurde kritisiert, dass vielerorts der Schutz vor zukünftigen Hochwasserereignissen wieder zu kurz käme. Stattdessen würde auch durch finanzielle und legislative Hindernisse vor allem wieder an denselben gefährdeten Standorten wiederaufgebaut, statt die Gefährdungslage nun besser zu berücksichtigen. Insgesamt ginge es vor allem um Schadensbehebung, nicht um zukunftsgerichtetes und klimaresilientes Bauen, das zukünftige Katastrophen abmildern könne.

## Auswirkungen auf die COVID-19-Pandemie
Nach den Überschwemmungen kamen Sorgen wegen eines Ansteigens der Zahl der COVID-19-Infektionen in den betroffenen Regionen auf, nicht zuletzt vor dem Hintergrund der zusammengebrochenen medizinischen Infrastruktur; so sind z. B. zahlreiche Hausarztpraxen zerstört worden. Darüber hinaus erhöht sich auch im Zusammenhang mit den Hilfsaktionen sowie den Unterbringungen in Notunterkünften das Infektionsrisiko, da hierdurch viele Menschen dicht zusammengebracht werden. Um das Risiko zu senken, initiierte das Gesundheitsministerium Rheinland-Pfalz eine Sonderimpfaktion in den betroffenen Landkreisen.

## Desinformation und demokratiefeindliche Akteure
In Deutschland versuchten während des Hochwassers Akteure der „Querdenker“-Gruppen sowie bürgerlich auftretende Neonazis, vom Hochwasser Betroffene für ihre Ziele zu gewinnen und Strukturen abseits der demokratischen Grundordnung aufzubauen. Eines der dokumentierten Mittel war die Desinformation über staatliche Hilfsmaßnahmen gepaart mit eigenen Hilfsangeboten für Hochwassergeschädigte. Über soziale Medien wurde versucht, Zweifel an Gesundheitspräventivmaßnahmen und Hilfsangeboten staatlicher Behörden und an Hilfsorganisationen zu säen.
Der Verschwörungstheoretiker Bodo Schiffmann und weitere Personen der „Querdenker“-Szene riefen zu Spenden auf eigene Bankkonten auf. Inwieweit das von Schiffmann gesammelte Geld tatsächlich an die Flutopfer ausgezahlt wird, ist unklar. Schiffmann sammelte angeblich 600.000 Euro, ersann dann aber Forderungen für eine Auszahlung, etwa die angebliche Diskriminierung von Masken- und Impfgegnern zu beenden. Zudem erklärte er, er wolle Gelder nur an solche Baufirmen auszahlen, die für eine „Querdenker“-Demonstration in Berlin Werbung machen bzw. in anderer Art und Weise mit den „Querdenkern“ kooperieren. Durch ihn gesammelte Spenden wurden sowohl von den Bürgermeistern als auch den im Fokus der Öffentlichkeit stehenden Ersthelfern abgelehnt.
Reiner Fuellmich (Bundestagskandidat für dieBasis), Attila Hildmann oder auch Michael Wendler zogen in Erwägung oder behaupteten, dass eine Wetterwaffe (u. a. HAARP-Verschwörungstheorie) oder Geoengineering zum Einsatz gekommen sei, um gezielt eine Notlage zu schaffen und daraus politischen Profit zu schlagen.
Nikolai Nerling übertrug Videos aus dem betroffenen Bad Neuenahr-Ahrweiler und meinte, dass es „großartig“ sei, dass Einsatzkräfte wie THW und Feuerwehr noch nicht in alle betroffenen Gebiete vordringen konnten, weil man damit „endlich in die Selbstverantwortung“ käme und gezeigt werden könne, dass die „BRD-Organisationen“ gar nicht gebraucht würden. Mit einem vom Verfassungsschutz beobachteten, pensionierten Oberst, und anderen Aktivisten baute Nerling ein Hilfszentrum in Ahrweiler auf, benutzten polizeiähnliche Fahrzeuge und riefen im Internet mit einem offiziell anmutenden Einsatzbefehl Reservisten dazu auf, in die betroffenen Gebieten zu kommen. Wegen des Verdachts der Amtsanmaßung begann die Polizei Koblenz daraufhin ein Verfahren gegen den Oberst und warnte vor Fahrzeugen mit Lautsprechern, die Polizeifahrzeugen ähnlich sehen. Die auch bei etlichen „Querdenker“-Demonstrationen eingesetzten polizeiähnlichen Fahrzeuge verbreiteten via Lautsprecher die Falschmeldung, Polizei- und Rettungskräfte würden aus den Hochwasserregionen abziehen. Der Hochwasser-Krisenstab in Rheinland-Pfalz warnte auch vor Nerlings Spendenaufruf.
Im Stadtteil Ahrweiler baute der Verein „Eltern stehen auf“ ein sogenanntes „Familienzentrum“ auf, um Opfer der Flutkatastrophe zu entlasten. Der Verein spricht sich gegen Schutzmasken und Corona-Tests an Schulen sowie gegen Impfungen aus. Die Aktivisten gaben an, dass 50 Therapeuten und Seelsorger sich um die Betreuung von Kindern kümmern sollten. Das Landesjugendamt Rheinland-Pfalz schloss die Einrichtung. Der Landkreis Ahrweiler versuchte ebenfalls die Aktivitäten zu unterbinden und wies darauf hin, dass die vom Verein getätigte Behauptung, dieser sei offiziell mit der Betreuung der Jugendlichen beauftragt worden, falsch sei.
Nach Angaben der Vizepräsidentin des THW, Sabine Lackner, wurden teilweise Einsatzkräfte beschimpft und Fahrzeuge mit Müll beworfen. Die Vizepräsidentin erklärte weiter, dass man die Vorfälle nicht zur Anzeige gebracht habe. Da viele Helfer von „Querdenkern“ gefilmt wurden, genehmigte das THW seinen Helfern, ihre Namensschilder bei den Einsätzen abzunehmen.

## Versicherungen
Nachdem im August 2021 die Gesamtschadenssumme der Hochwasserkatastrophe in ganz Deutschland für die Versicherungen vom Gesamtverband der Deutschen Versicherungswirtschaft (GDV) auf ca. 7 Milliarden Euro geschätzt worden war, wurden nach Angaben des GDV vom Mai 2022 allein in Nordrhein-Westfalen Versicherungsschäden von 5,5 Milliarden Euro durch die Unwetter 2021 verursacht. Dieser Wert ist vorher nie erreicht worden und ist auch der höchste, verglichen mit den anderen Bundesländern. Als Konsequenz aus den Schäden fordert der GDV ein Bauverbot in den von Hochwasser gefährdeten Gebieten. Eine Elementarschadenversicherungspflicht bringt nach Ansicht des Verbandes weder für Privatpersonen noch für Kommunen einen Anreiz, sich um den konkreten Hochwasserschutz von Gebäuden und um Klimaschutz zu bemühen. Von Naturschutzverbänden wurde diese Sicht gestützt. Nach Angaben der Münchener Rück vom Januar 2022 war das Hochwasser in Deutschland mit einem Gesamtschaden von ca. 46 Milliarden Euro die zweitteuerste Naturkatastrophe überhaupt. Ebenfalls sieht die Münchener Rück einen Zusammenhang mit dem Klimawandel und fordert bessere Schutzmaßnahmen.

## Reportagen und Dokumentarfilme
2021
- ZDF: Die Hochwasser-Katastrophe – Im Dauereinsatz gegen die Flut auf YouTube, 19. Juli 2021.
- ZDF: Die Tage nach der Flut: Kampf gegen die Verwüstung auf YouTube, 21. Juli 2021.
- Spiegel TV: Die Flut: Exklusive Reportage aus einem Krisengebiet auf YouTube, 20. Juli 2021.
- Harald Lesch: Wetterextreme: das neue Normal? in der ZDF-Mediathek. Video (31 Min.), abrufbar bis 24. Juli 2026. Leschs Kosmos, 20. Juli 2021.
- Akte: Mitten im Katastrophengebiet – Schicksale im Hochwasser auf YouTube, 22. Juli 2021.
- Spiegel TV: Zwischen Hoffnung, Wut und Trauer: Das Leben nach der Flut auf YouTube, 27. Juli 2021.
- Westdeutscher Rundfunk Köln: Nach der Flut: Sie haben alles verloren auf YouTube, 27. Juli 2021.
- Welt: Die Unwetterkatastrophe – Leben in Trümmern auf YouTube, 28. Juli 2021.
- Spiegel TV: Wer zahlt? Und wer ist schuld? – Die Aufarbeitung der Flut auf YouTube, 3. August 2021.
- Spiegel TV: „Hier wurde gar keiner gewarnt“: Rekonstruktion der Flut im Ahrtal auf YouTube, 10. August 2021.

2022
- Constanze Viaene, Eva Brenner: Nach der Flut – Eva Brenner trifft Menschen an der Ahr, 43 Minuten, ZDFzeit, Erstausstrahlung am 5. Juli 2022 im ZDF.
- Nach der Flut - Ein Jahr zwischen Zerstörung und Zuversicht, Erstausstrahlung am 9. Juli 2022, 20:15 Uhr auf Vox.[385]
- WDR Doku: Die Flut - Chronik eines Versagens auf YouTube, 14. Juli 2022 (Dokumentarfilm von Judith Brosel, Kai Diezemann, Torsten Reschke, Marko Rösseler; Laufzeit: 59 Min.).
- Gert Anhalt, Christoph Warneck, Christine Gloos: Die Flut - Zwischen Wut und Mut – Ein Jahr nach dem Hochwasser in der ZDF-Mediathek. Dokumentarfilm (59 Min.), abrufbar bis 14. Juli 2027. Erstausstrahlung am 14. Juli 2022
- frontal spezial: Die Flutkatastrophe – Was passiert, wenn es wieder passiert?, ZDF-Reportage, 45 Minuten. Erstausstrahlung am 5. Juli 2022
- Matthias Fuchs: Die Nacht, als die Flut kam - Protokoll einer Klimakatastrophe, Arte, 92 min., 2. Juli 2022, auf YouTube

2023
- Thomas Diel: Helfer, Hetzer, Held? Markus Wipperfürth und der Cyberkrieg nach der Ahrtal-Flut. 45 Minuten. Erstausstrahlung am 12. Juli 2023 in der ARD.